# Mariä Himmelfahrt (Bad Tölz)
Die Stadtpfarrkirche Mariä Himmelfahrt liegt im Zentrum von Bad Tölz auf dem Frauenfreithof 1. Sie ist ein prägendes Bauwerk des Tölzer Stadtbildes und das älteste bestehende Bauwerk des Isarwinkels. Das Patrozinium der Kirche wird am 15. August, dem Fest Mariä Aufnahme in den Himmel, gefeiert.
Der Eintrag in der Denkmalliste für die Stadt Bad Tölz des Bayerischen Landesamts für Denkmalpflege lautet: D-1-73-112-63, Frauenfreithof 1., Kath. Stadtpfarrkirche Mariä Himmelfahrt, dreischiffige gotische Hallenkirche mit polygonalem Chorschluss und Westturm, 1453–90, 1612 umgestaltet, 1854–77 regotisiert, Turm 1875–77; mit Ausstattung.
Bis 1615 befand sich um die Kirche der älteste Tölzer Friedhof. Einige seiner Grabsteine sind heute in die Außenmauer der Kirche eingelassen.

## Geschichtliche Entwicklung und Baugestaltung
Die erste Erwähnung dieser Kirche findet sich in einer Urkunde vom 11. April 1262: „Pernhardus et Eberhardus de Wilhaim atque Tegernscensis Abbas inter sese dividant pueros
Ulrici de Witolshoven, praesente Ludovico, Bavariae Duce. Act, in capella Tölnz III. Id. (11.) Aprilis.“ Dort wird von einer Burgkapelle gesprochen, die vermutlich auch von den Bürgern des Marktes benutzt wurde. Der durch Tölz führende Handelsweg, die Salzstraße von Hallein und Bad Reichenhall, steigerte die Bedeutung des Marktes und damit einhergehend den Ausbau der bestehenden Kapelle, die ab Beginn des 15. Jahrhunderts als „Kirche zu Unserer Lieben Frau zu Tölz“ bezeichnet wird.

Nie verwirklichtes Konzept zur neugotischen Umgestaltung der Kirche von Johann Nepomuk Sepp

Bei einem Brand 1453 wurde der Markt Tölz einschließlich Burg und Kirche fast vollständig vernichtet. Der Wiederaufbau der Kirche, die nun als spätgotische dreischiffige Hallenkirche mit leicht überhöhtem Mittelschiff errichtet wurde, erfolgte ab 1454. Das Langhaus hat vier Joche, in das westliche ist der Turm eingebaut. Der einschiffige Chor ist etwas breiter als das Mittelschiff im Langhaus, er umfasst zwei Joche und hat einen 5/8tel-Schluss.

### Hochaltar mit Altarkrippe
Noch vor dem Dreißigjährigen Krieg erfolgte die Anschaffung eines frühbarocken Hochaltars. Er wurde 1611 vom Weilheimer Bildhauer Bartholomäus Steinle geschnitzt und enthielt eine in den Himmel erhobene Muttergottes im Strahlenkranz. Dieses Schnitzwerk hängt heute im Triumphbogen vor dem Chor. Es wird im Wappen und im Siegel der Pfarrei Mariä Himmelfahrt Bad Tölz dargestellt.

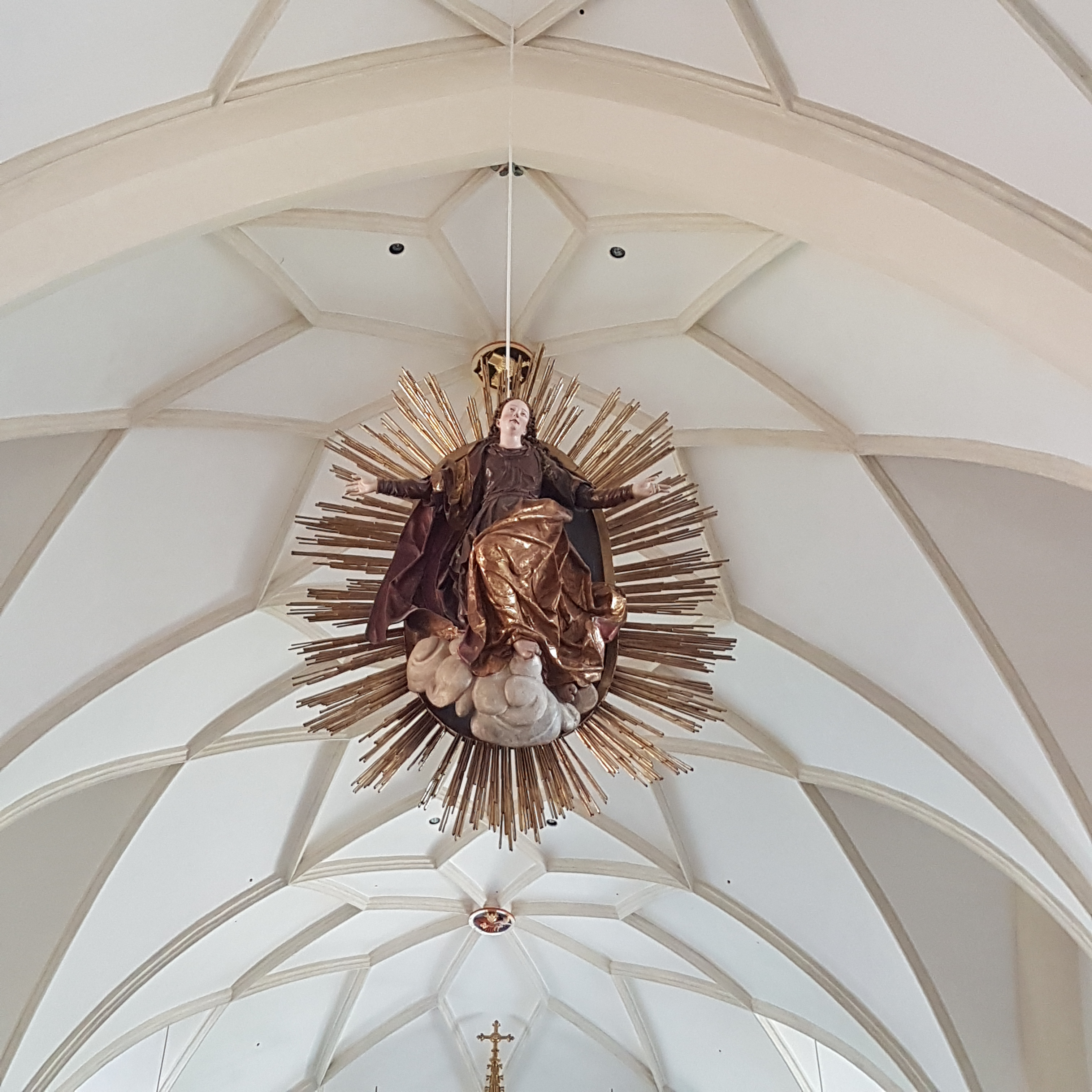
Strahlenkranz-Madonna, 1611
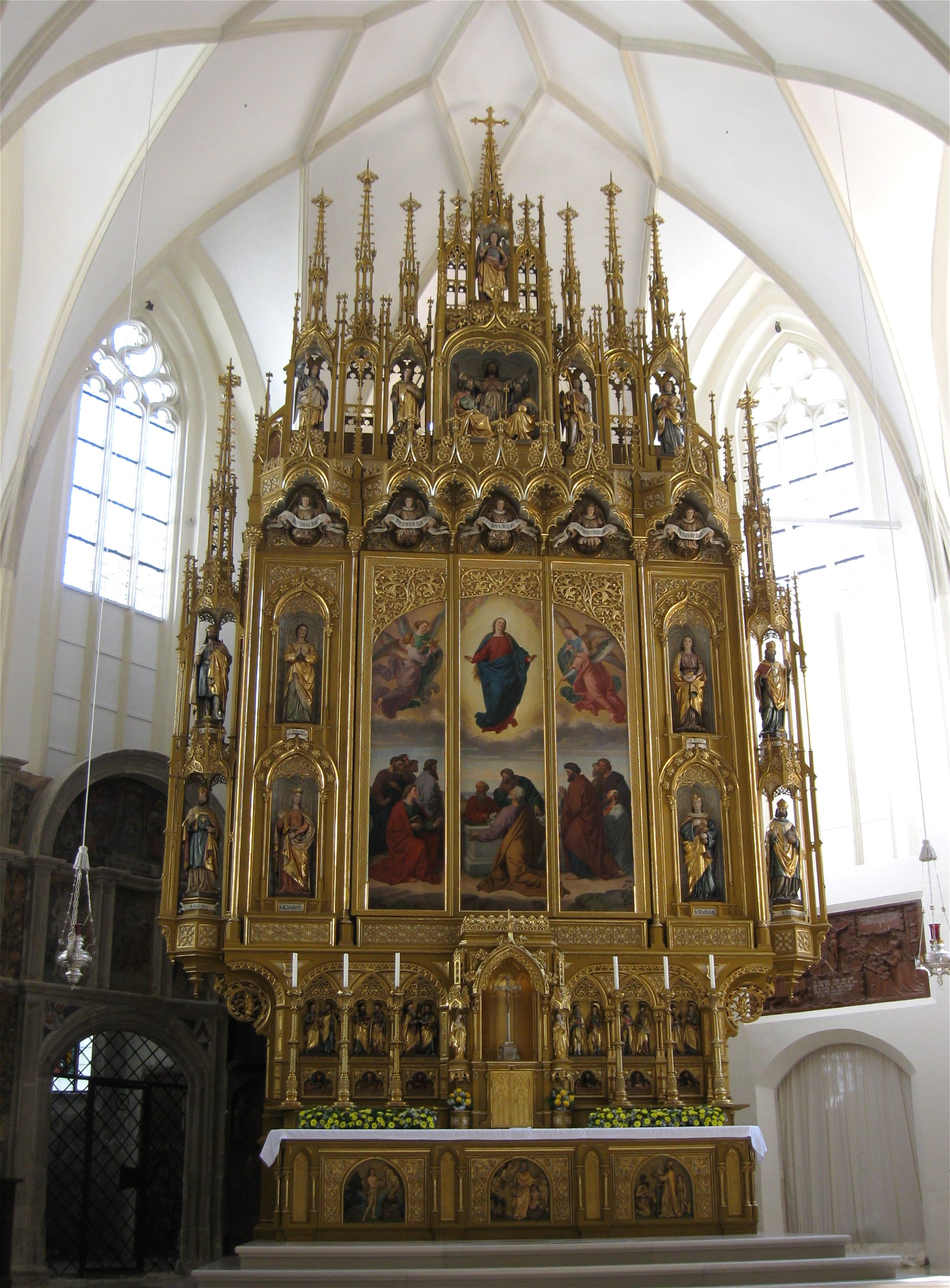
Hochaltar geschlossen (Hauptaltar von 1866)
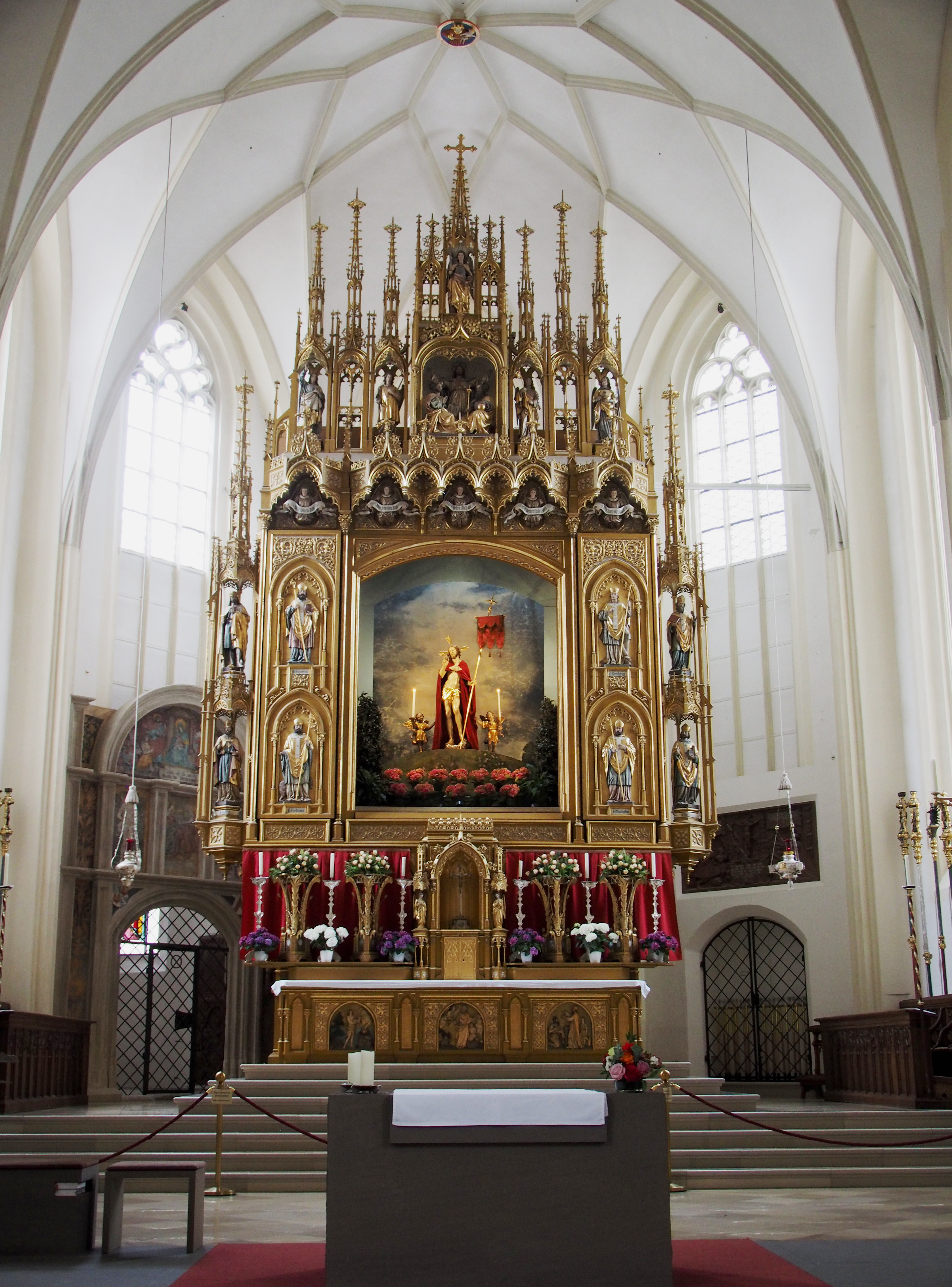
Hochaltar geöffnet

1866 wurde der frühbarocke Altar durch einen neuen 14 m hohen Hochaltar nach Entwürfen von Georg Schneider ersetzt. Die Gestaltung geht zurück auf den Pfarrer Joseph Pfaffenberger (1855–1866 Pfarrer in Tölz), der verfasste am 6. Juni 1861: „Programm der Herstellung eines Hochaltars in die Pfarrkirche zu Tölz“. Im geschlossenen Zustand zeigt er die Aufnahme Mariens in den Himmel (Himmelfahrt). Bei geöffneten Flügeln wird der Altarschrein zur Jahreskrippe. Der Altar wurde für die bereits vorhandenen Figuren, die seit 1825 vom Tölzer Bildhauer Anton Fröhlich geschnitzt worden sind, geschaffen. Dieser Bildhauer war ebenfalls auf dem Kalvarienberg tätig.
Die etwa 3 m breite Krippenlandschaft ist fester Bestandteil des Hochaltars. Vom Advent bis Fronleichnam zeigen die Figuren von Anton Fröhlich vor Kulissen von Simon Quaglio abwechselnd mehr als 20 biblische Szenen. Die Pflege, der Aufbau und der Wechsel der Szenen wird durch den Krippenverein Bad Tölz ehrenamtlich übernommen.

### Seiten- und Chorkapellen
Links und rechts sind am Chor seitlich der ersten beiden Joche flachgewölbte Chorkapellen angebaut. Über den Chorkapellen befinden sich bis zur Höhe des Chores Emporen.
Im 5/8-Abschluss des Chores sind links und rechts Seitenkapellen angebaut.
In der Pestzeit von 1634 erlangte die Verehrung des Pestheiligen Sebastian auch im Markt Tölz Bedeutung. Ihm zu Ehren wurde ein Altar in der rechten, südlichen Chorkapelle (Sebastianikapelle) aufgestellt. Der Altar wurde im 19. Jahrhundert entfernt, doch das Altarbild von Johann Ulrich Loth blieb erhalten. Seit der letzten Restaurierung hängt es wieder in der Kapelle.
Die linke, nördliche Chorkapelle (Maria-Hilf-Kapelle) ist der Kirchenpatronin, der hl. Maria, geweiht. Als Gnadenbild wird hier auf dem neuen Wandelaltar (2011) eine Kopie des Innsbrucker Maria-Hilf-Bildes von Lukas Cranach d. Ä. verehrt. Entsprechend dem liturgischen Kalender wird zeitweise stattdessen eine spätgotische Pietà in den Blick gerückt.
Im Wettstreit mit dem Herzog um die Ausstattung der Kirche beteiligten sich auch die Pfleger des Marktes. Das bekannteste Geschlecht der Pfleger waren die Winzerer; sie ließen an der linken, nordöstlichen Seite des Chores 1513 eine Seitenkapelle anfügen, die ihnen als Grablege diente. Der bekannteste Vertreter dieser Tölzer Pflegerfamilie, Kaspar Winzerer, an den heute ein Epitaph für Kaspar Winzerer III. aus Rotmarmor erinnert, wurde dort beigesetzt.

### Kreuzwegstationen
Die Bilder des Kreuzwegs wurden von verschiedenen Schülern der Königlichen Akademie der Bildenden Künste in München 1825 geschaffen.
| Station                                                                   | Bild | Maler                   | Bemerkungen |
| ------------------------------------------------------------------------- | ---- | ----------------------- | ----------- |
| 1: Jesus wird zum Tode verurteilt                                         |      | Mayer, J.               |             |
| 2: Jesus nimmt das Kreuz auf seine Schultern                              |      | Mayer, J.               |             |
| 3: Jesus fällt zum ersten Mal unter dem Kreuz                             |      | Riedel, August          | Wikipedia   |
| 4: Jesus begegnet seiner Mutter                                           |      | Mayer, J.               |             |
| 5: Simon von Cyrene hilft Jesus das Kreuz tragen                          |      | Weiß, L. X.             |             |
| 6: Veronika reicht Jesus das Schweißtuch                                  |      | Weiß, L. X.             |             |
| 7: Jesus fällt zum zweiten Mal unter dem Kreuz                            |      | Weiß, B. Kaspar         |             |
| 8: Jesus begegnet den weinenden Frauen                                    |      | Riedel, August          | Wikipedia   |
| 9: Jesus fällt zum dritten Mal unter dem Kreuz                            |      | Weiß, L. X.             |             |
| 10: Jesus wird seiner Kleider beraubt                                     |      | Wittmer, Johann Michael | Wikipedia   |
| 11: Jesus wird ans Kreuz genagelt                                         |      | Jacobs, Paul Emil       | Wikipedia   |
| 12: Jesus stirbt am Kreuz                                                 |      | Weiß, L. X.             |             |
| 13: Jesus wird vom Kreuz abgenommen und in den Schoß seiner Mutter gelegt |      | Jacobs, Paul Emil       | Wikipedia   |
| 14: Der heilige Leichnam Jesu wird in das Grab gelegt                     |      | Riedel, August          | Wikipedia   |

### Bleiglasfenster
Im Verlauf des 16. Jahrhunderts wurde die Kirche durch eine herzogliche Stiftung mit einem prächtigen Glasfenster ausgestattet.
Die insgesamt 28 erhaltenen Scheiben aus dem 16. Jh. sind in den Fenstern der Seitenschiffe zwischen runden Scheiben im hexagonalen Raster aus klarem Antikglas eingebaut.
- Stifterfenster

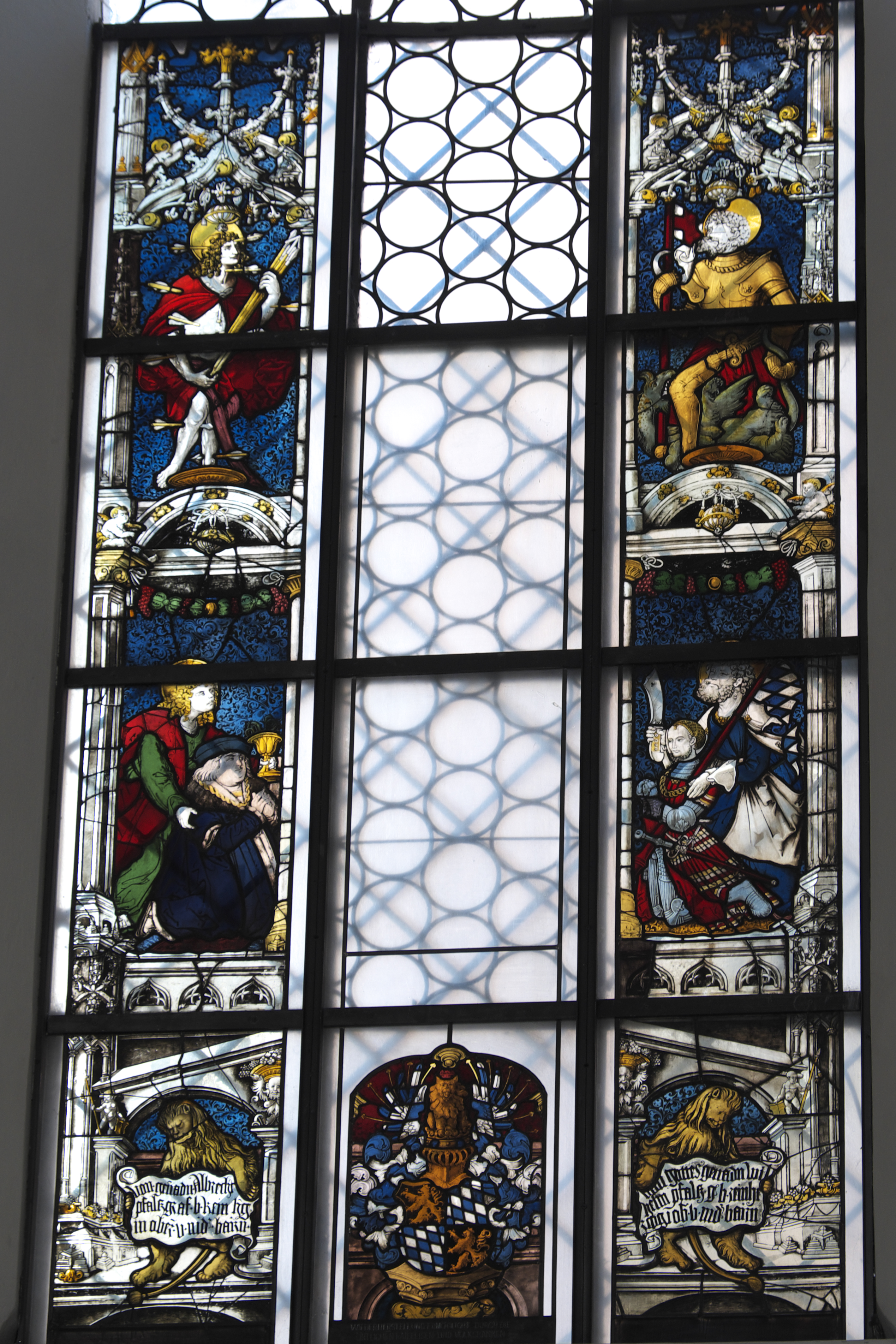
Reste des Stifterfensters
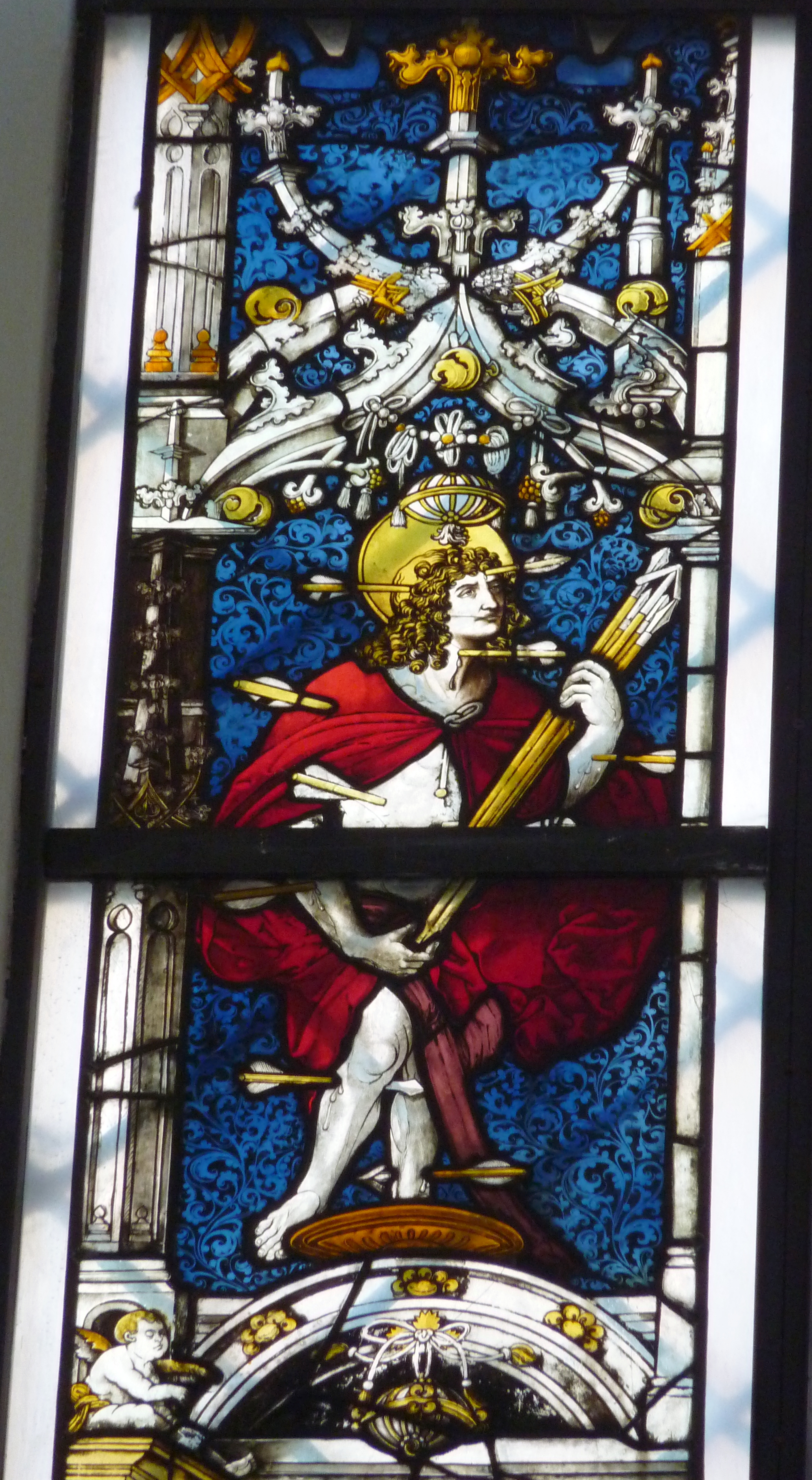
Heiliger Sebastian, oben links
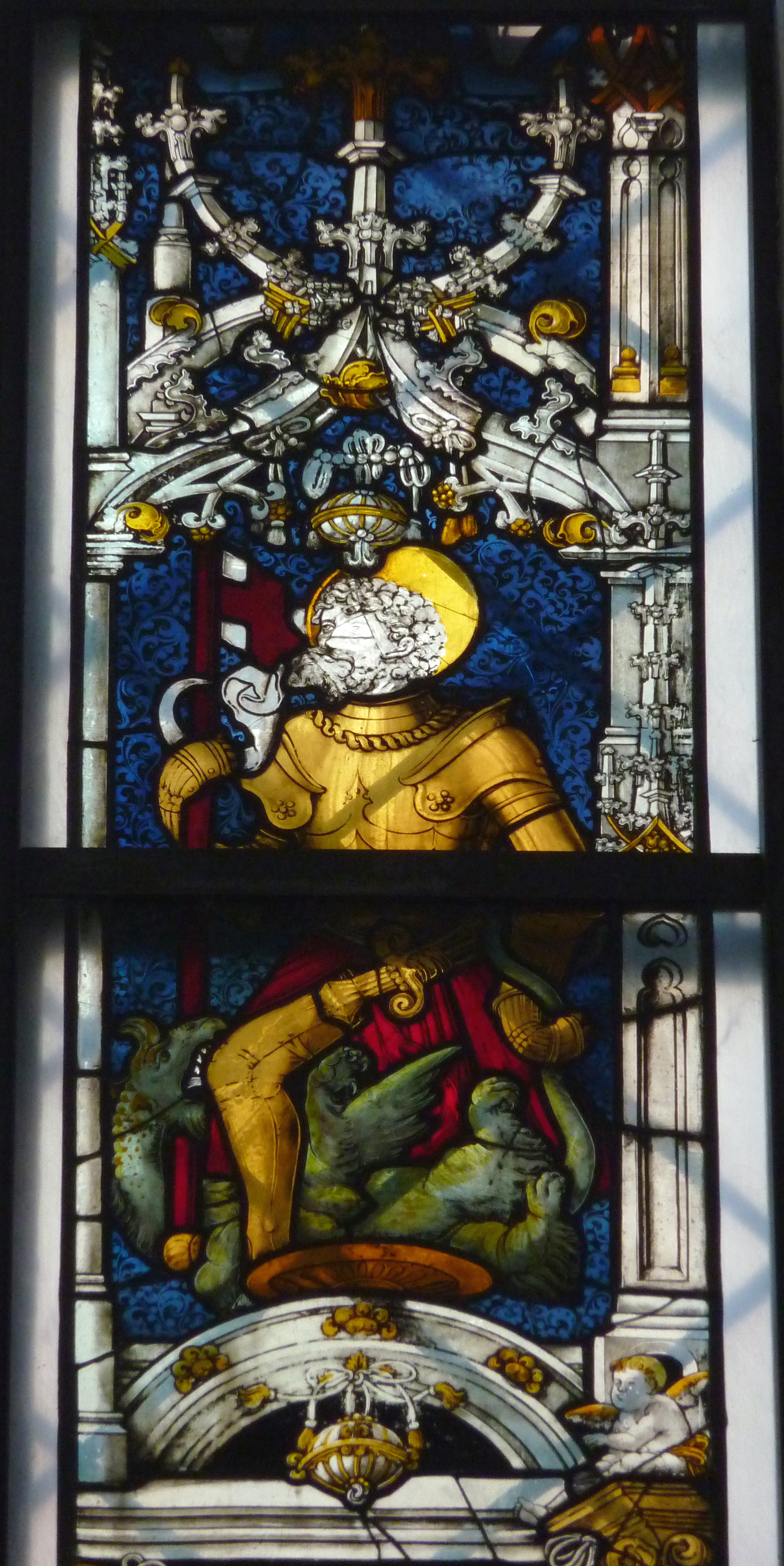
Heiliger Georg, oben rechts
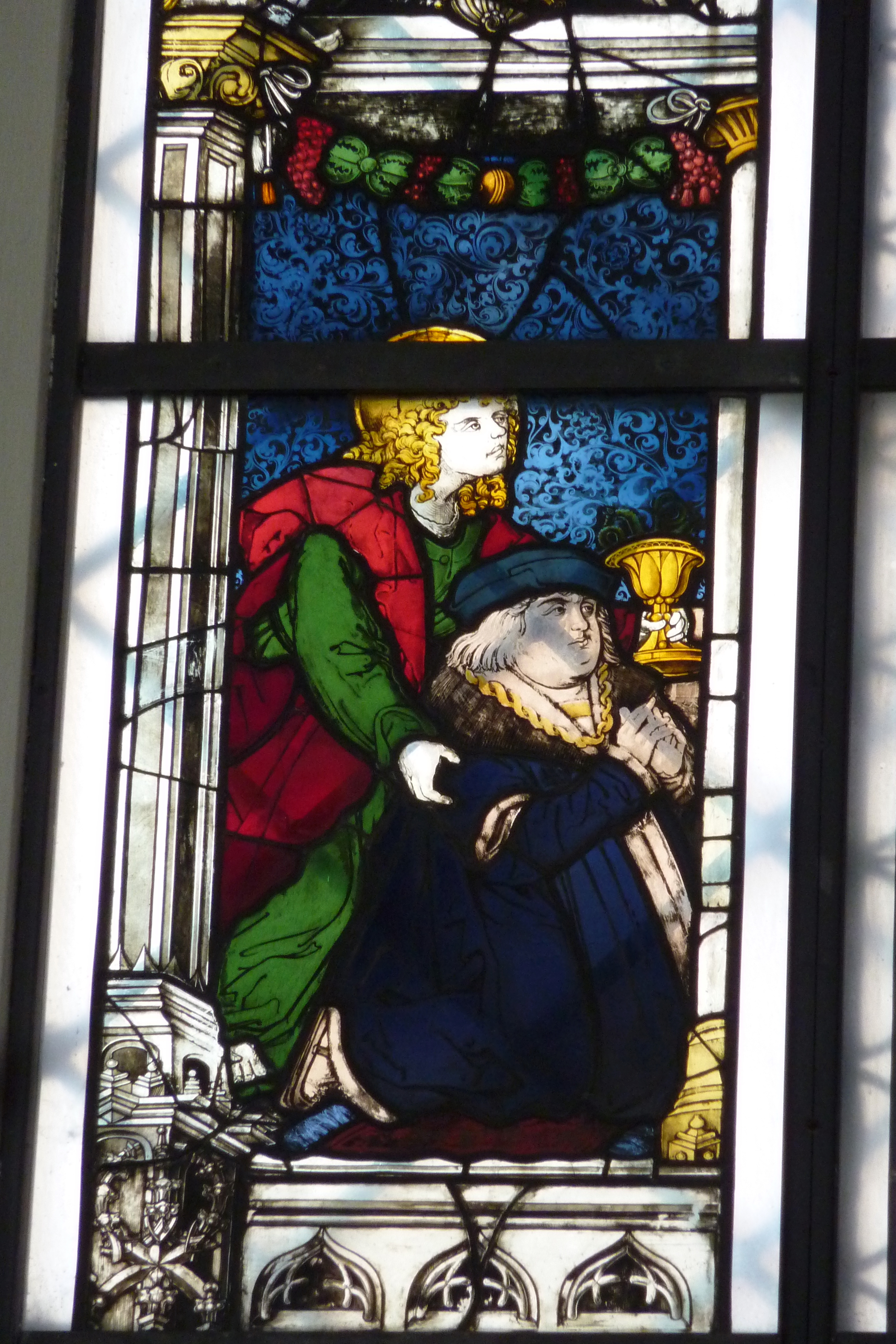
Stifterfigur Herzog Albrecht IV. (1447–1508) mit dem Apostel Johannes, Mitte links
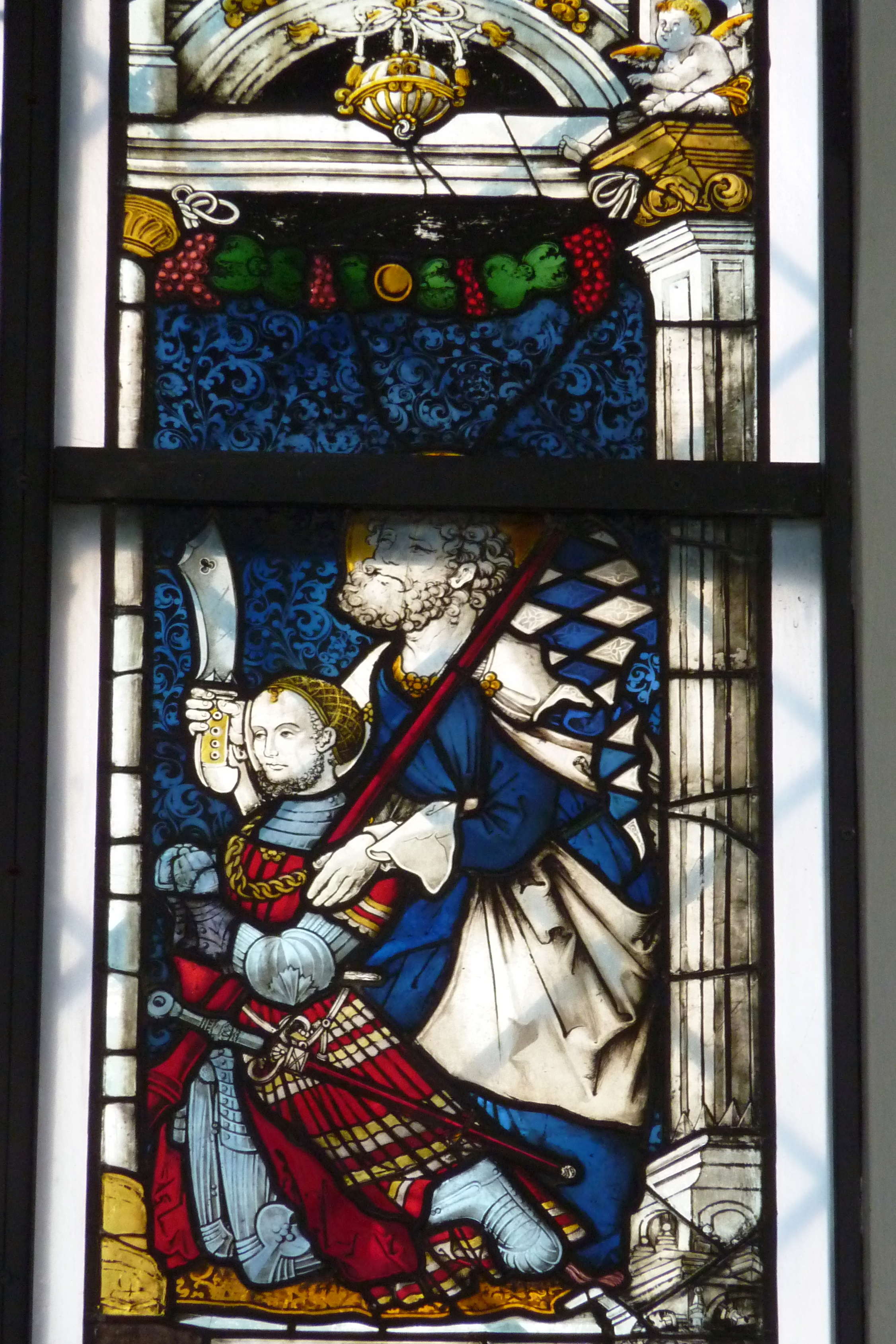
Stifterfigur Herzog Wilhelm IV. (1493–1550) mit dem Apostel Bartholomäus, Mitte rechts

- Monstranzfenster

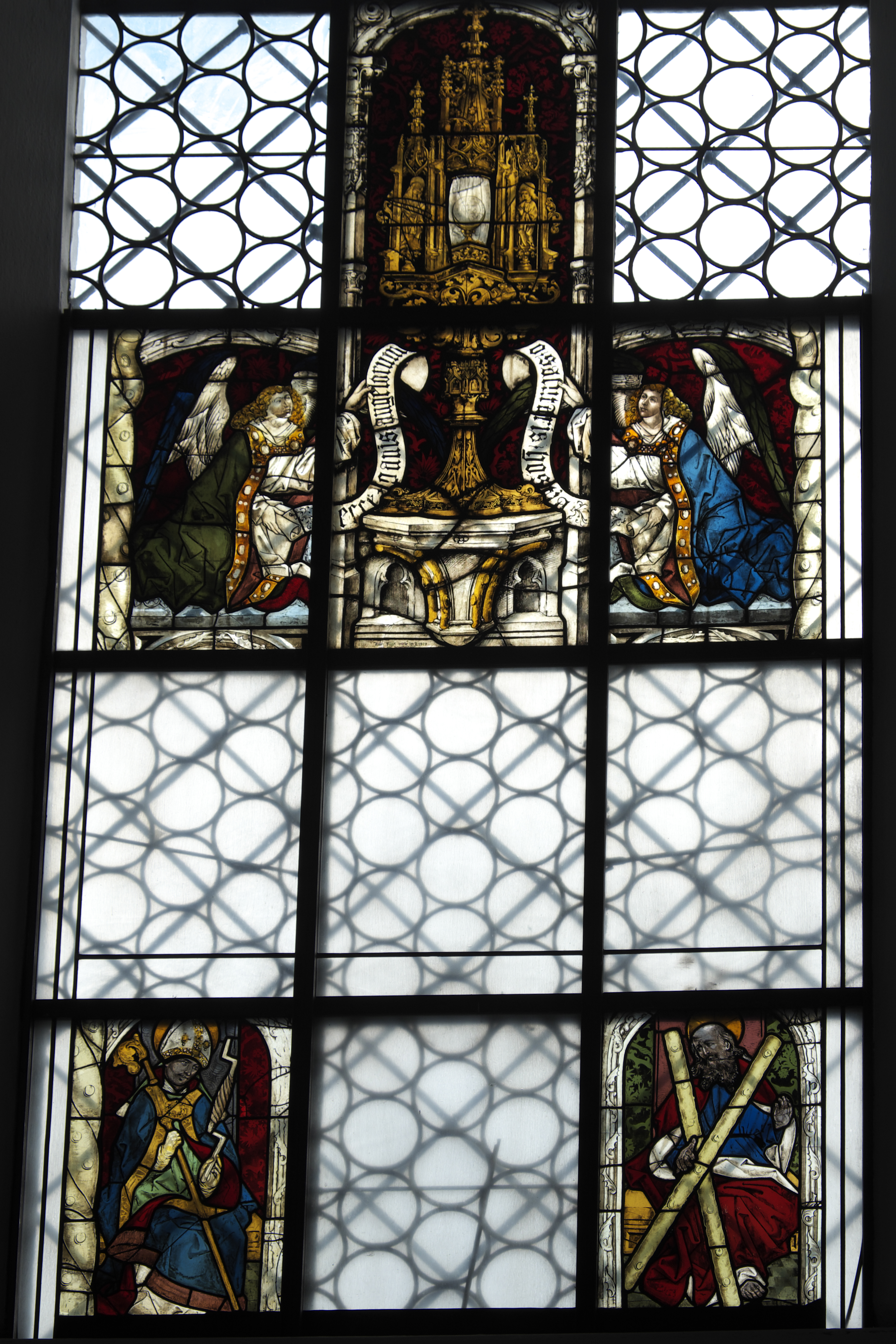
Monstranzfenster
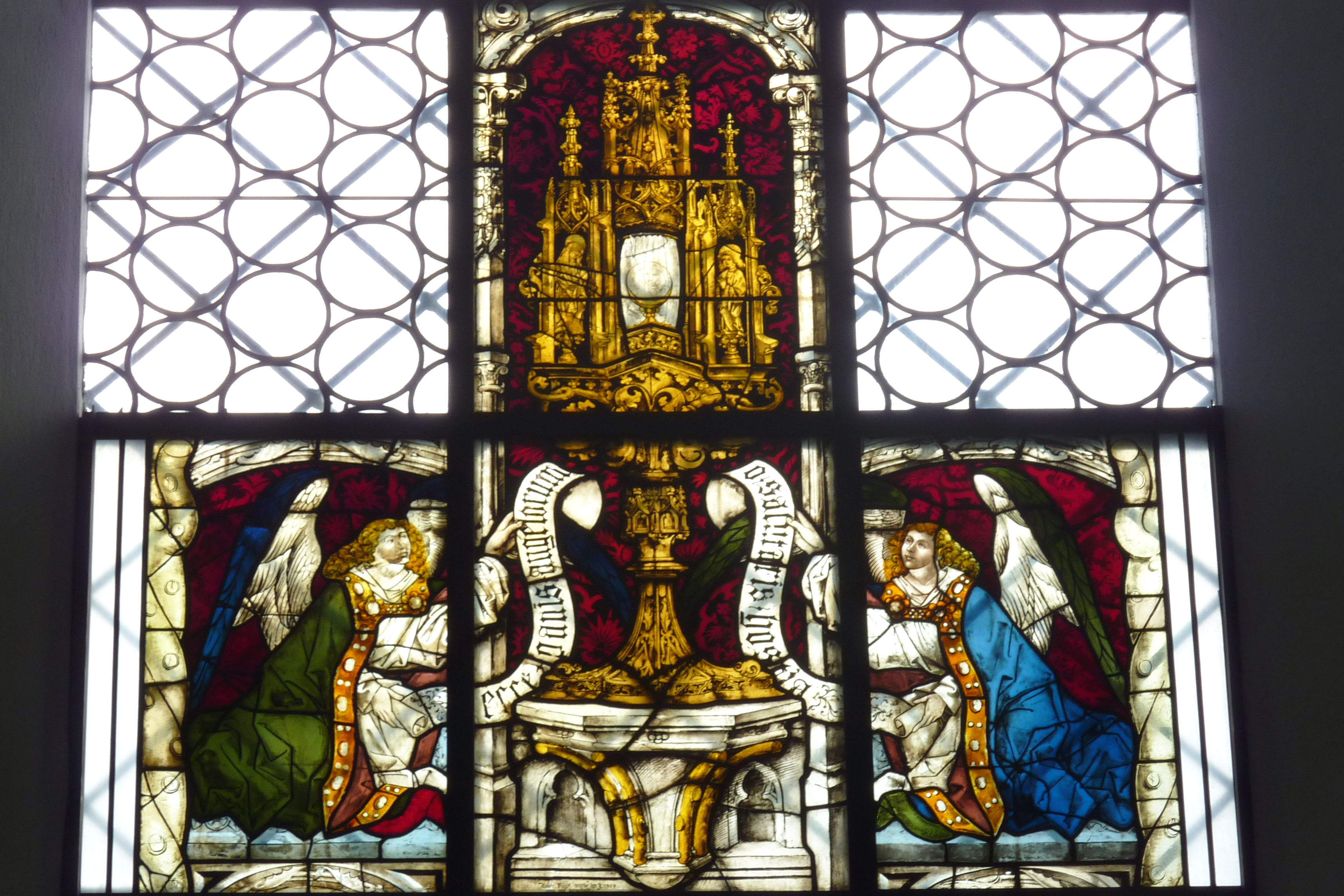
Turmmonstranz mit Engeln, oben
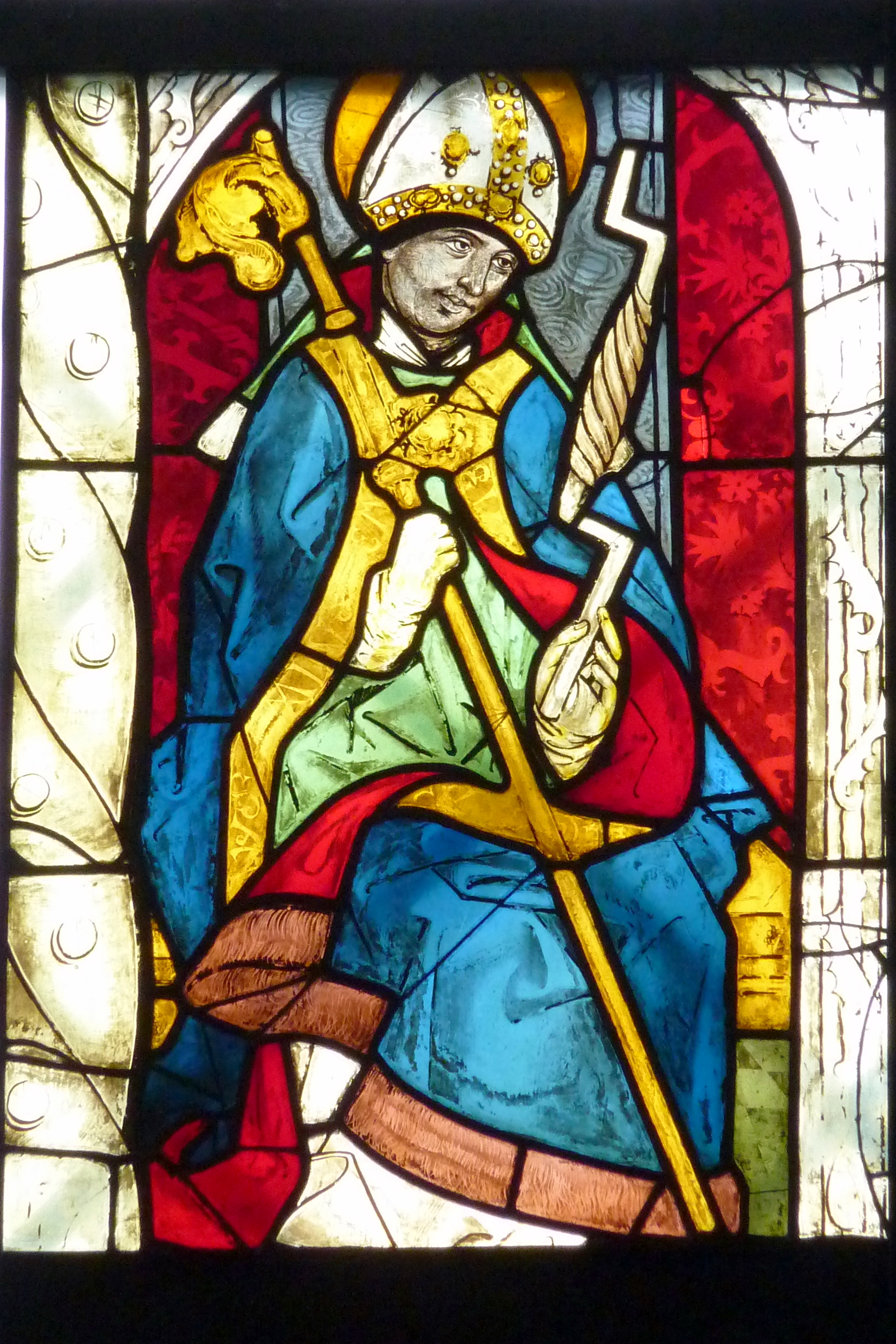
Heiliger Erasmus von Antiochia, unten links
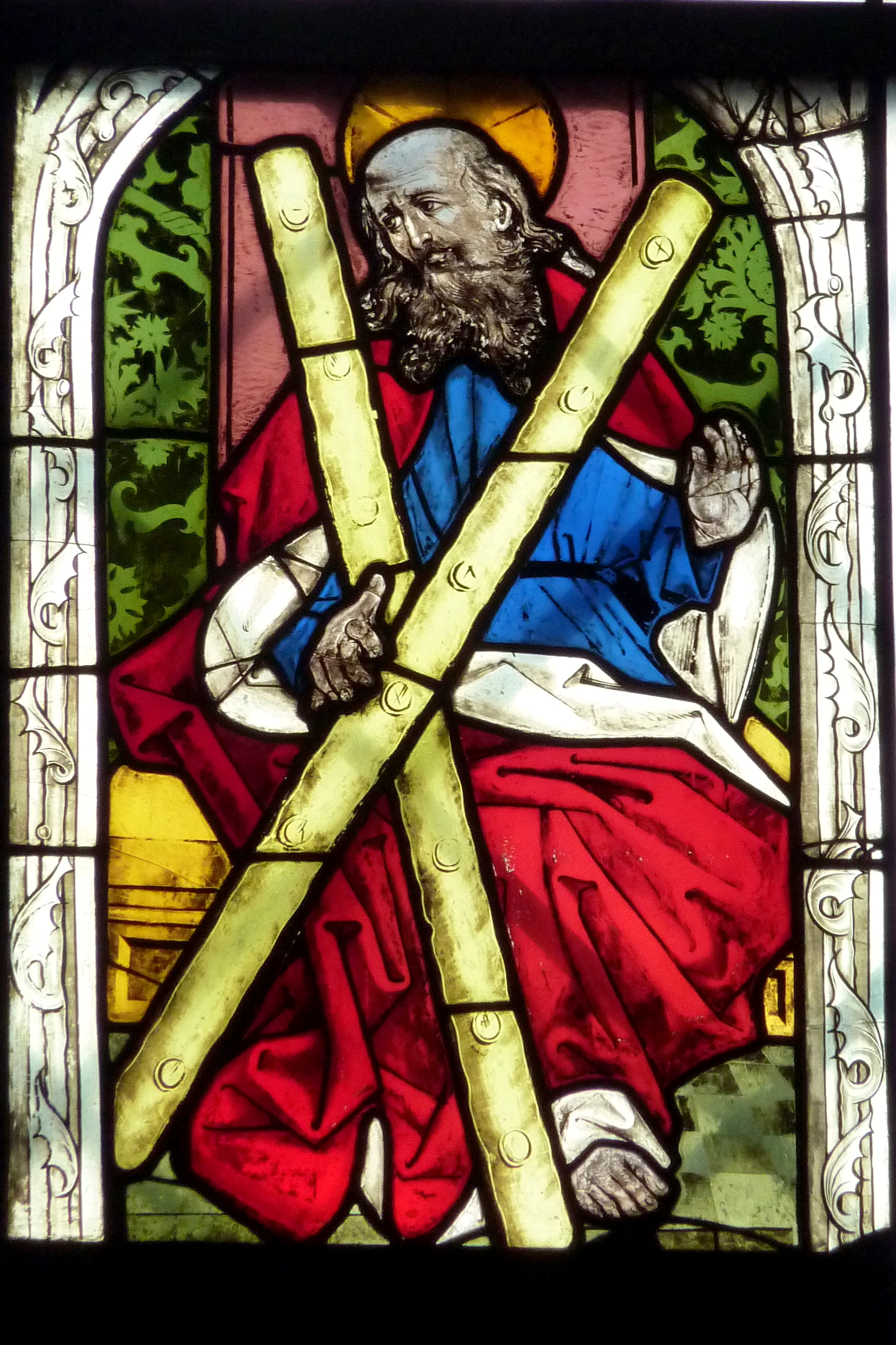
Apostel Andreas, unten rechts

Das Buntglasgemälde aus dem beginnenden 16. Jahrhundert zeigt eine mittelalterliche Turmmonstranz (vom lat. monstrare: zeigen) mit der Hostie – an ihren Seiten knien anbetende Engel. Bänder geben folgende Schrift wieder:
ecce panis angelorum – 0 salutaris hostia – sieh das Brot der Engel – oh, heilbringende Hostie: zwei Verse aus zwei verschiedenen Hymnen, dem Verbum supernum prodiens und dem Lauda Sion Salvatorem, die anlässlich der Einführung des Fronleichnamsfest im Jahre 1264 vom überaus bedeutenden, mittelalterlichen Theologen Thomas von Aquin verfasst worden waren. Die beiden Verse veranschaulichen prägnant die Kernaussage des Festtages: die Verehrung der Eucharistie, also die Verherrlichung der Realpräsenz Christi in Brot und Wein.

### Weitere Ausstattung

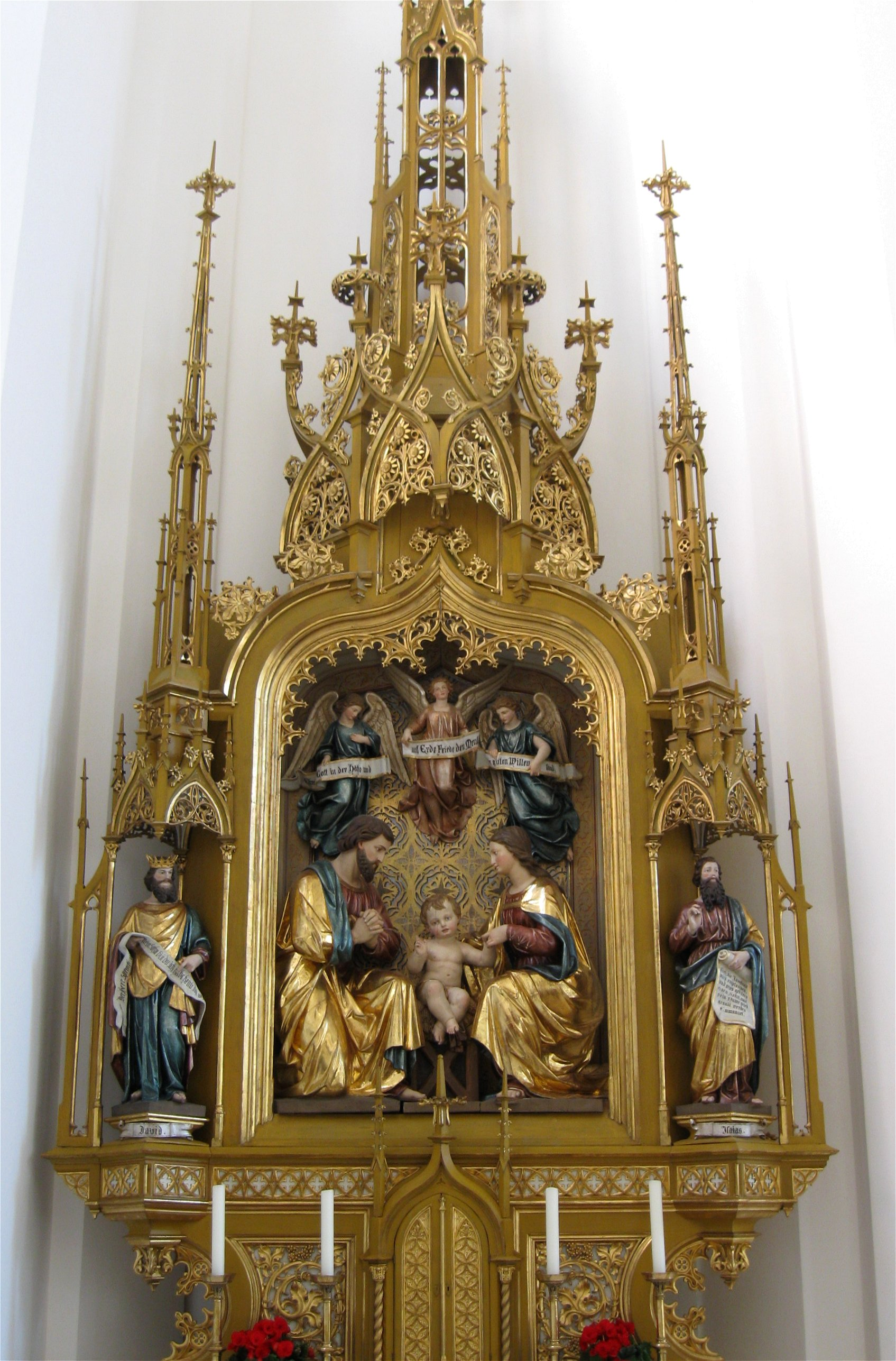
Altar Heilige Familie (Seitenaltar von 1864)
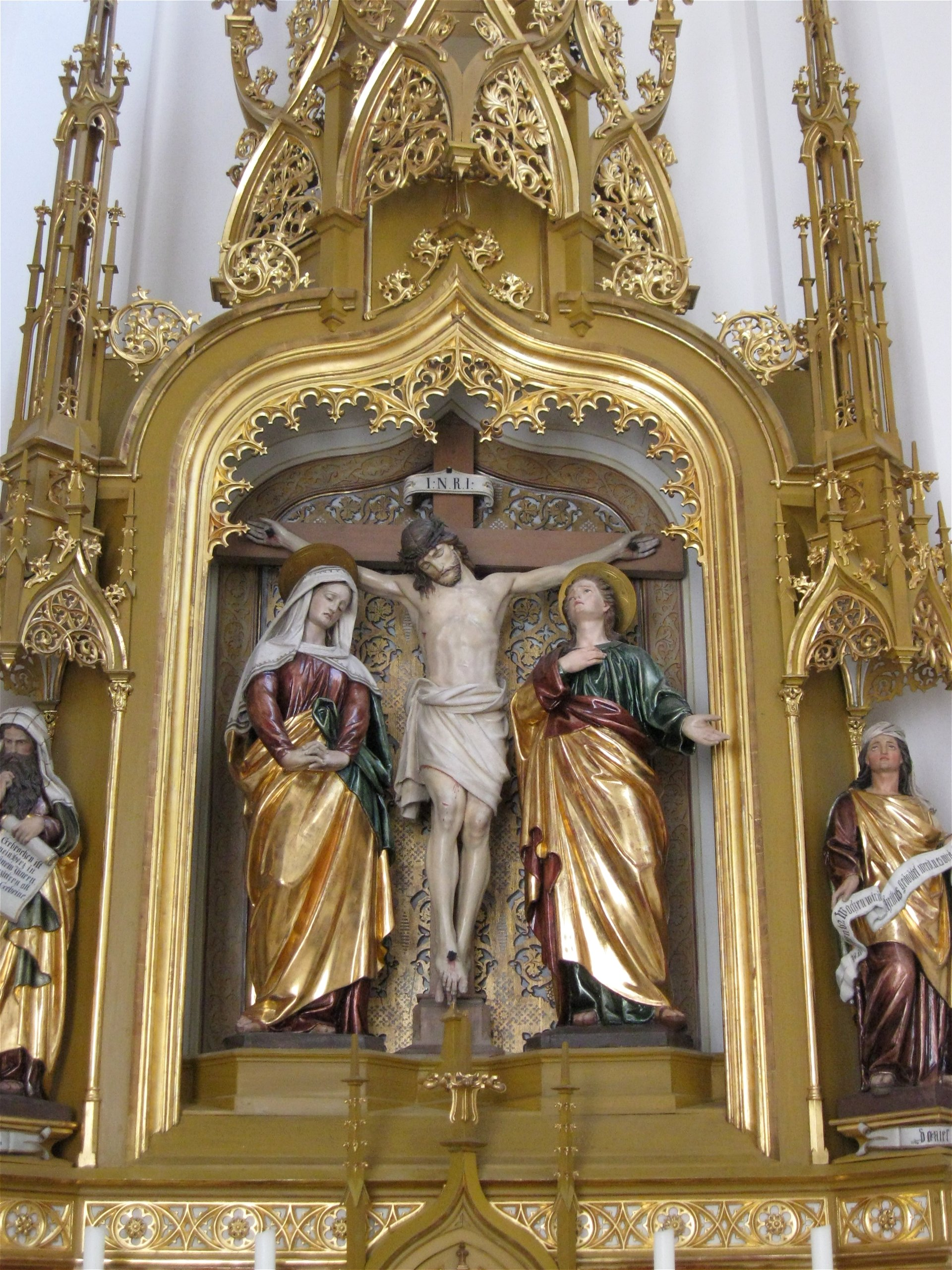
Kreuzaltar (Seitenaltar von 1866)
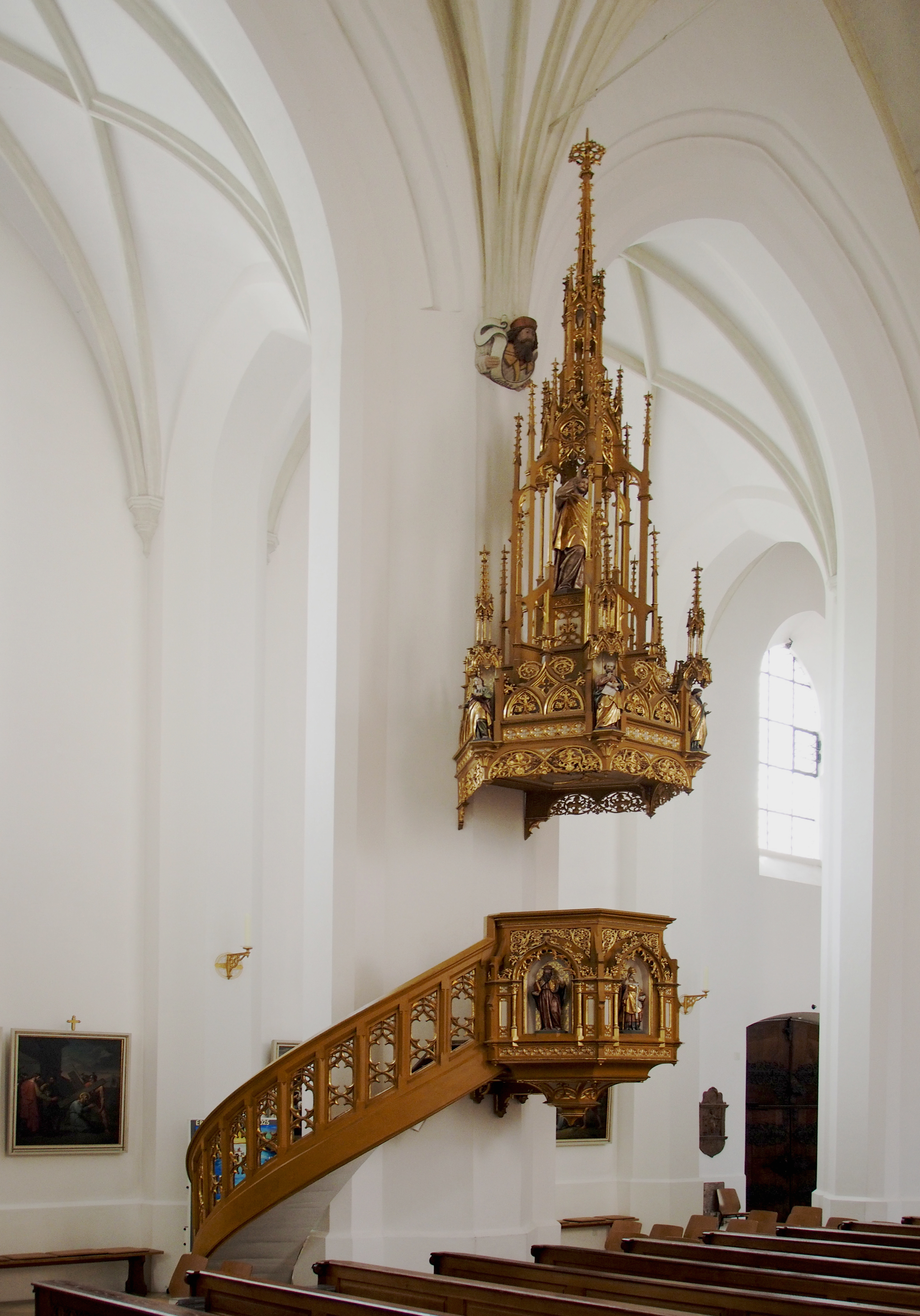
Kanzel Siehe auch: Kanzel Mariä Himmelfahrt (Bad Tölz)

### Turm

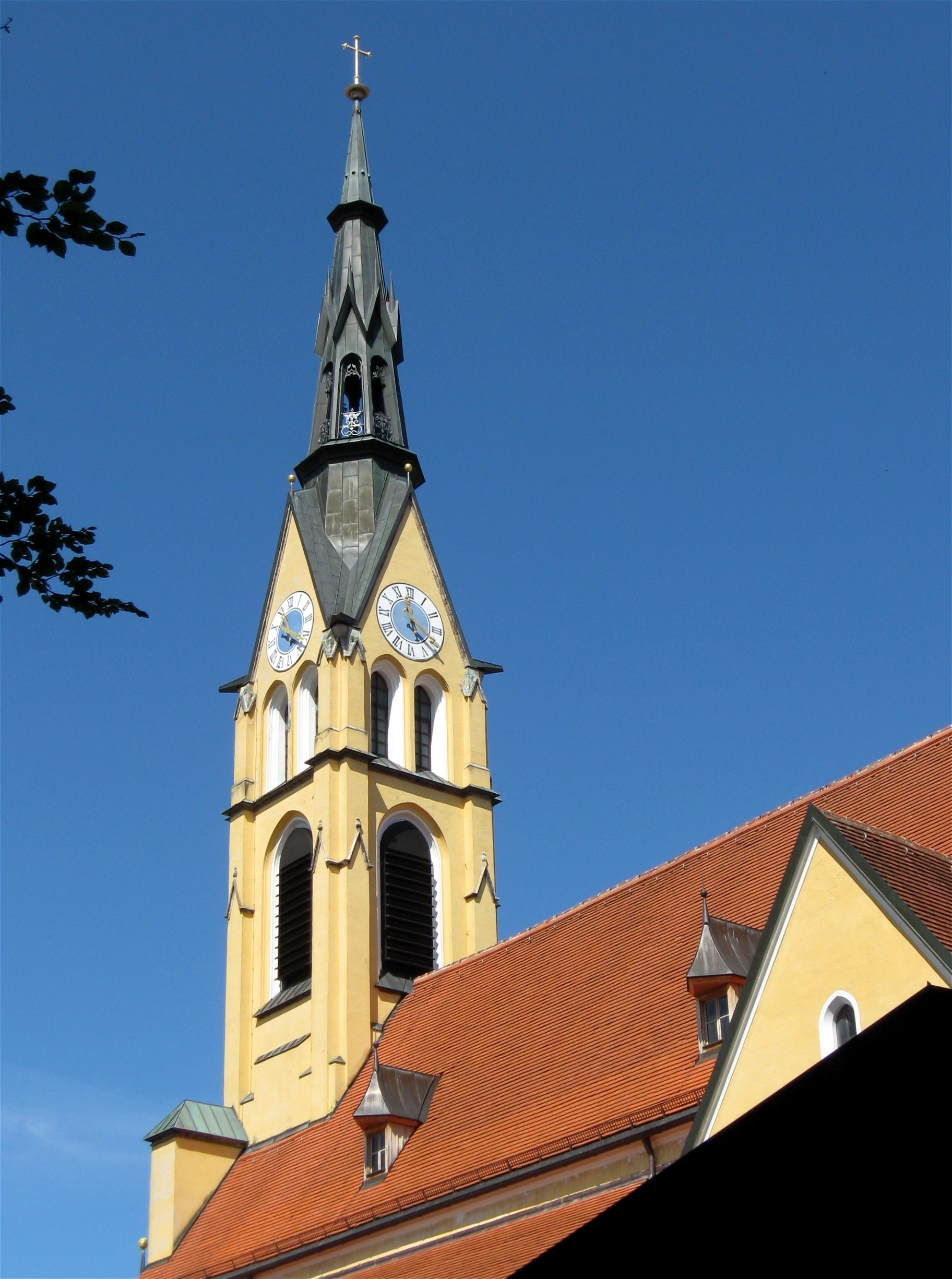
2011, noch in gelbem Farbton
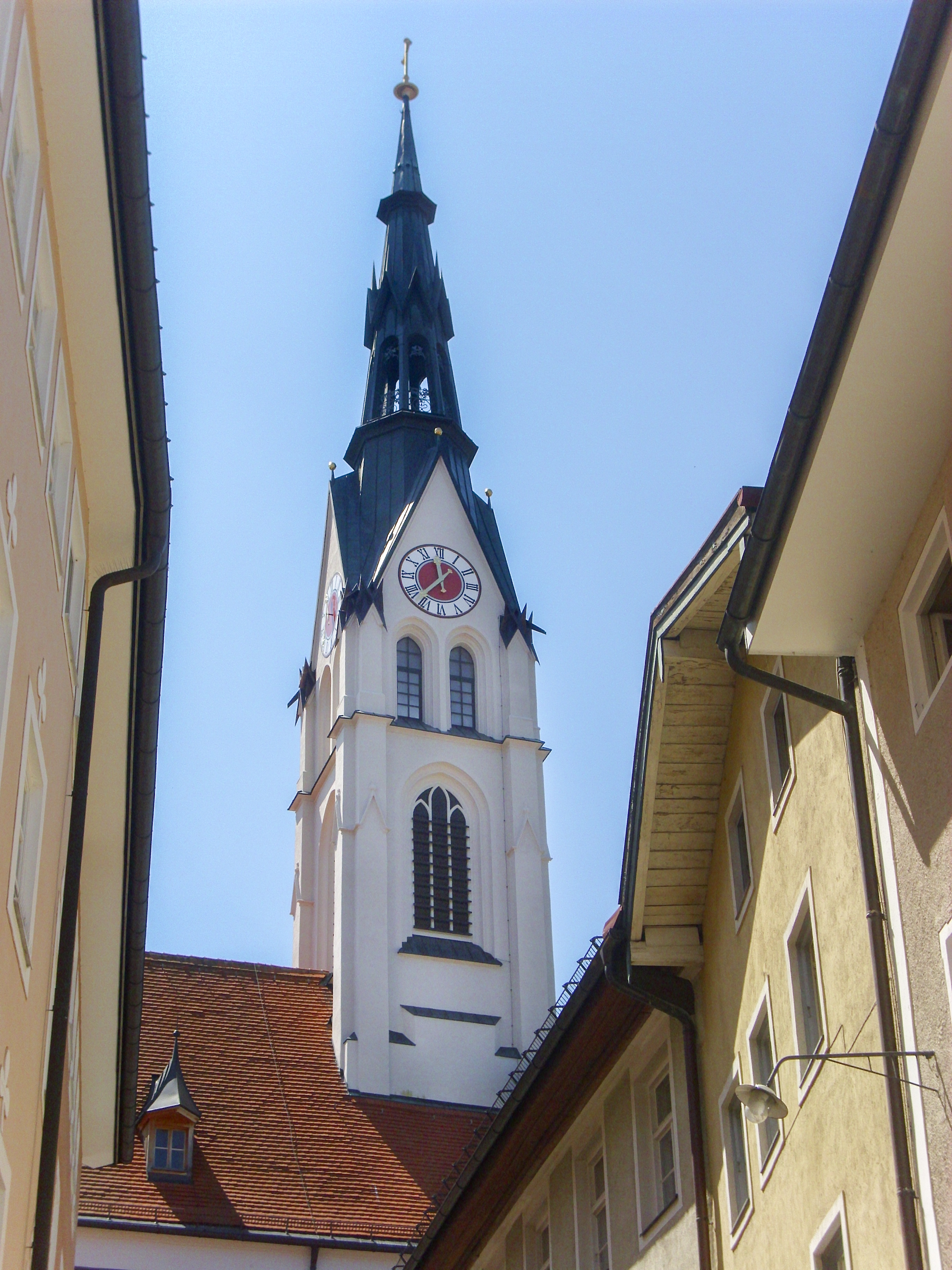
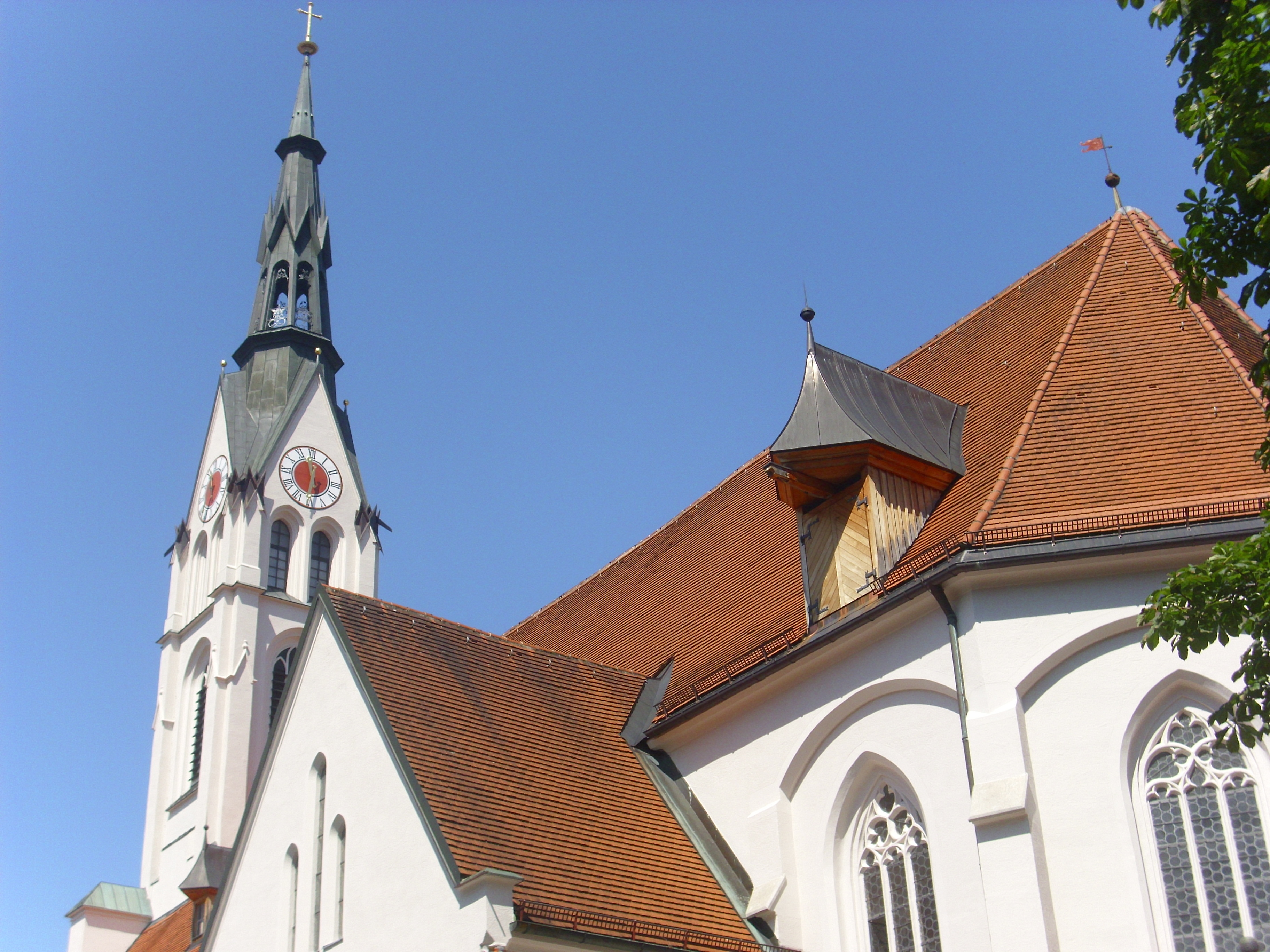
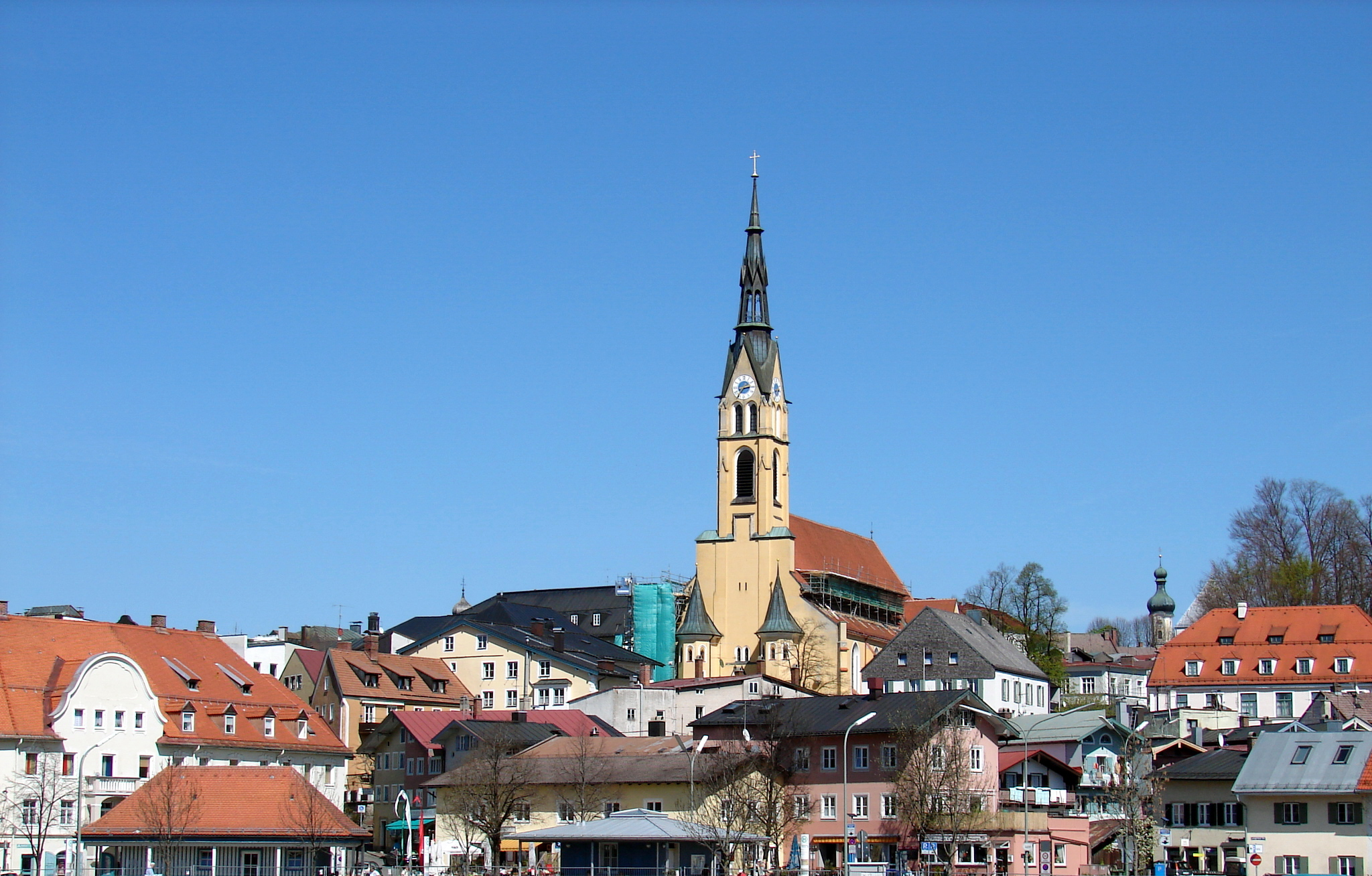
Altstadt mit Stadtpfarrkirche Mariä Himmelfahrt
Stadtpfarrkirche vor der Ruine der ersten Tölzer Burg (ca. 1490)
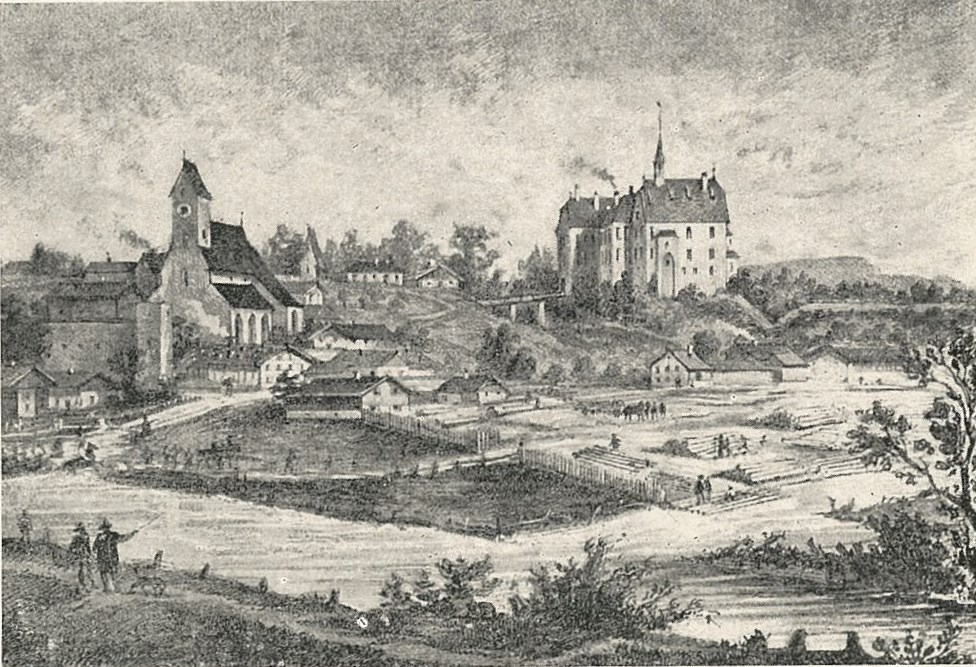
Radierung von Tölz von Carl August Lebschée, nach einem Fresko von Hans Donauer dem Älteren von ca. 1590

Nach dem verheerenden Stadtbrand von 1453 erhielt die spätgotische Hallenkirche wohl nur als Provisorium den für Jahrhunderte markanten Satteldach-Turm, der dem verbliebenen Turmstumpf aufgesetzt wurde. Nach der Entdeckung der Jodquellen Mitte des 19. Jahrhunderts und dem folgenden Aufblühen zum Kurort, erwachte bei Tölzern ein bürgerlicher Stolz und neues ästhetisches Empfinden. 1873 sprach das Tölzer Amts- und Wochenblatt von der „verkümmerten Gestalt“ des Kirchturmes und warf die Frage in den Raum, ob Tölz „hinter mancher Dorfgemeinde zurückbleiben solle“? Bereits zwanzig Jahre zuvor entwarf Johann Nepomuk Sepp einen kathedralenartigen, neugotischen Turm für die Kirche. Von 1875 bis 1877 wurde die Kirche nach Plänen des Haidhauser Baumeisters Michael Steinbrecher neugotisch umgestaltet. Der neue Turm war zwanzig Meter höher und besaß Strebebögen, Maßwerkfenster, Wimperge, Fialen, Wasserspeier und veränderte das Ortsbild von Tölz maßgeblich.

#### Türmerstube
Im Turm befindet sich oberhalb der Glocken und unterhalb der Zifferblätter der Turmuhr die ehemalige Türmerstube. An jeder Turmseite hat die Stube zwei Fenster mit Spitzbogen. Bis zum 1. Oktober 1937 verrichteten die beiden letzten Tölzer Türmer dort im Kirchturm ihren Dienst.

### Sanierungen
Die Kirche wurde zwischen 1454 und 1490 an selber Stelle nur ein bisschen breiter und länger aufgebaut. Dabei wurden alle Steine der abgebrannten Vorgängerkirche wiederverwendet: Zur Fundamentierung die großen Steine, für die Wände dann die kleineren Steine. Ganz oben im Bereich der Dachtraufe sind viele Steine nur noch faustgroß.
Aus den Archivalien geht hervor, dass bereits kurz nach dem Neubau immer wieder Mängel in der Bausubstanz aufgetreten sind. Die Geschichte der Kirche ist eng verbunden mit ständig wiederkehrenden Baumaßnahmen zur Reparatur von Schäden.
Mitte des 19. Jahrhunderts waren die Schäden so groß, dass die Kirche wegen Einsturzgefahr gesperrt wurde. Nachdem der Wunsch der Tölzer nach einer neuen großen Kirche insbesondere aus finanzieller Sicht zerschlagen wurde, wurden ab 1859 umfangreiche Instandsetzungsmaßnahmen am Bestand durchgeführt. Die schlanken gotischen Pfeiler im Langhaus wurden dreiseitig verstärkt, neu fundamentiert und neue Gurtbögen zur Aussteifung des Bauwerks eingezogen. Die Gewölbe der Seitenschiffe wurden wegen Baufälligkeit vollständig rückgebaut und neu errichtet. Auch die Dachwerke wurden verstärkt.
1906 erfolgte eine umfangreiche Innenrenovierung der Kirche durch den Münchner Architekten Joseph Elsner.
Konstruktive Mängel und Verwitterung von Pfeilern und Zierwerk ließen in den 1970er-Jahren eine umfassende Renovierung des Turmes anstehen. Verschiedene Bestandteile des Steinbrecher-Turmes, wie Kreuzblumen, Fialen oder Seitentürmchen waren aus Sicherheitsgründen bereits entfernt worden. Im Oktober 1976 legte der Münchner Kirchenarchitekt Enno Burmeister ein Renovierungskonzept mit drei möglichen Varianten vor: Rekonstruktion des Steinbrecher-Turmes von 1877, Reduzierung des neugotischen Turmes auf seine Grundform mit geschlossener Haube oder Wiederherstellung des niedrigen Satteldaches, einschließlich des Abbaus aller Schmuckelemente.
Wochenlang herrschte eine hitzige Diskussion um die Zukunft des Turmes. Der Historiker Josef Katzameyer vom Historischen Verein verwies auf die „sehr plumpe und massige“ Gestalt des einstigen Sattelturmes, sowie, dass der „jetzige Turm längst ein Denkmal der Neugotik geworden“ sei. Karl Floßmann, ebenfalls vom Historischen Verein, nannte den bestehenden Turm mit „seinem prächtig gegliederten, durchbrochenen Turmhelm“ ein „Wahrzeichen der Stadt“. Die mögliche „abgespeckte“ Version des neugotischen Turmes wurde als „Blechzapfen“ geschmäht, als „scheußliches und geschmackloses“ Bauwerk. Mancher plädierte für den alten Satteldachturm, als „ungewöhnliche, mutige Lösung“. Ein „jahrhundertealtes Bild wieder auferstehen zu lassen“, sei „faszinierend“, auch, da Tölz es nicht mehr nötig habe, sich über die Höhe des Kirchturmes zu definieren. Paul Ernst Rattelmüller, Bezirksheimatpfleger für Oberbayern, nannte die Planungen für den Sattelturm einen „Schildbürgerstreich“: „Das würde bedeuten, dass man einen in seiner Substanz historisch gewordenen Turm abreißt, um einen älteren historischen Zustand zu rekonstruieren, man könnte auch sagen, herzufälschen.“ Er verstünde nicht, „wie man einen der wenigen neugotischen Türme in unserem Land kaputtmachen“ wolle.
Stadtpfarrer Rupert Berger sprach sich für den im Unterhalt günstigeren Sattelturm aus, da man nicht unnötig Geld für Schmuck und Zierrat ausgeben solle. Auch aus Kostengründen lehnte der Pfarrgemeinderat schließlich die Rekonstruktion des Turmes von 1877 ab. Die Mehrheit stimmte für eine Kompromisslösung aus 1877er-Turm und „Blechzapfen“. Der Turmhelm mit seinen Öffnungen sollte erhalten bleiben und Verzierungen nur angebracht werden, soweit sie im finanziellen Rahmen blieben.
Ab dem Jahr 2006 wurden umfangreiche Sanierungs- und Renovierungsmaßnahmen durchgeführt, vor allem war eine Befestigung des Untergrundes notwendig geworden, da die Kirche auf zu weichem Untergrund steht. Dieses Problem trat bereits in früheren Zeiten auf, weshalb schon seit 1637 wiederholt Renovierungsarbeiten durchgeführt werden mussten. Bei den Grabungen, die im Zuge der Stabilisierung des Untergrunds durchgeführt wurden, wurden 2007 Überreste der alten Vorgängerkirche aus dem frühen 13. Jahrhundert gefunden, eines spätromanischen Baus mit Spolien. Bei Probebohrungen im September 2007 stießen Bauarbeiter zudem auf ein „Schwertgrab“. Laut dem Archäologen Stephan Möslein erscheint dies außergewöhnlich, da Bestattungen mit Waffen in Kirchen selten sind. Weitere Skelettfunde brachten die Überreste von drei etwa 50 bis 60 Jahre alten Männern zutage, wobei Möslein vermutet, dass es sich dabei um die Winzerer handelt, da diese Skelette um 1500 bestattet worden sein mussten. Neben einem Frauenskelett stieß man dabei auch auf ein Grab mit zwei Kindern, wohl Geschwistern, aus dem 17. Jahrhundert. Nach Angaben der Erzdiözese verblieben alle Skelette an Ort und Stelle.
Für die Rettung der Tölzer Pfarrkirche kam ein optimiertes Nachgründungverfahren zum Einsatz: Die Fundamente wurden durchbohrt und der weiche Baugrund mit Mörtelsäulen stabilisiert. Diese Mörtelsäulen reichen bis in die tragfähige Kiesschicht. Der Mörtel wurde in einem Mischer außerhalb der Kirche hergestellt und über
Bohrgestänge mit einem Druck von ca. 10 bar in den Untergrund der Kirche gepresst. Im Bereich des Chors war die lastverteilende Kiesschicht zu dünn, hier reichten die Mörtelsäulen nicht mehr aus. Es wurden Suspensionssäulen bis auf den anstehenden Fels abgetäuft. Diese Säulen wurden mit einem Zement-Wasser-Gemisch erstellt. Der Einbau erfolgte mit einer ähnlichen Maschinerie, nur der Druck war viel größer: mit 100 bar wurde die Zementmischung in den Untergrund gepresst. Zur Stabilisierung der Säulen wurden zusätzliche
Bewehrungseisen eingebaut.
Heute signalisieren die Messungen der TU München stabile Verhältnisse: Die Tölzer Stadtpfarrkirche steht auf 278 neuen Stützen und immer noch an der gleichen Stelle.
Die Wiedereinweihung der Kirche erfolgte am 29. Mai 2011 durch den Münchner Erzbischof Reinhard Kardinal Marx. Zugleich weihte er den neuen „Volksaltar der Zwölf Apostel“.
Nach der Sanierung des Innenraumes folgte eine äußere Umgestaltung, welche 2014 beendet war. Die Ziffernblätter und neugotische Spitzbögen wurden restauriert. Augenscheinlichste Veränderung ist der neue Anstrich der Kirche in einem grau-beigen Farbton. Dieser soll sich mehr am neugotischen Stil der Kirche im 19. Jahrhundert orientieren. Claus Janßen, der Vorsitzende des Fördervereins zur Renovierung der Stadtpfarrkirche, äußerte, die Kirche sei „nun viel geerdeter als vorher“. Der vorherige gelbe, eher barock wirkende Farbton der Kirche sei keine historische Farbe, sondern „eine Schöpfung der 1970er-Jahre“.

## Orgeln

### Hauptorgel

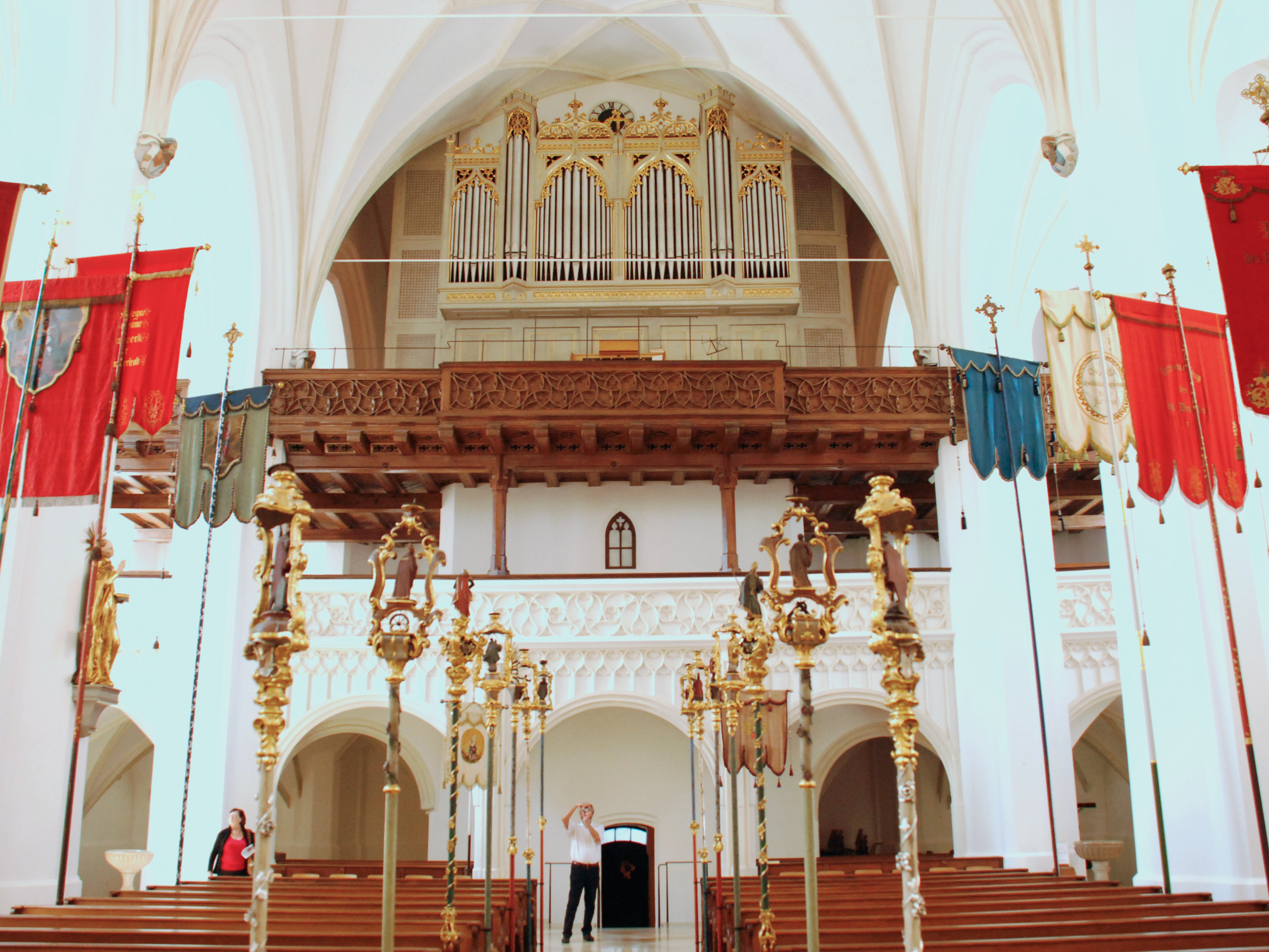
Blick auf die Orgel

Die Orgel wurde 1978 von dem Orgelbauer Georg Jann (Allkofen) in dem vorhandenen Gehäuse von 1861 des Orgelbauers Baltasar Pröbstl erbaut. Das Schleifladen-Instrument hat 37 Register auf drei Manualen und Pedal. Die Spieltrakturen werden mechanisch und die Registertrakturen elektrisch betätigt.
| I Hauptwerk C–g3 |             |       |
| 1.               | Praestant   | 8′    |
| 2.               | Kopula      | 8′    |
| 3.               | Oktave      | 4′    |
| 4.               | Quinte      | 2 ⁄3′ |
| 5.               | Superoktave | 2′    |
| 6.               | Mixtur VI   |       |
| 7.               | Dulzian     | 16′   |
| 8.               | Trompete    | 8′    |

| II Positiv C–g3 |                 |    |
| 9.              | Prinzipal       | 8′ |
| 10.             | Rohrflöte       | 8′ |
| 11.             | Oktave          | 4′ |
| 12.             | Koppelflöte     | 4′ |
| 13.             | Waldflöte       | 2′ |
| 14.             | Sifflöte        | 1′ |
| 15.             | Sesquialtera II |    |
| 16.             | Scharf IV       |    |
| 17.             | Schalmei        | 8′ |
|                 | Tremulant       |    |

| III Schwellwerk C–g3 |             |        |
| 18.                  | Holzgedackt | 8′     |
| 19.                  | Salizional  | 8′     |
| 20.                  | Blockflöte  | 4′     |
| 21.                  | Feldpfeife  | 2′     |
| 22.                  | Terz        | 1 3⁄5′ |
| 23.                  | Quinte      | 1 ⁄3′  |
| 24.                  | Septime     | 1 ⁄7′  |
| 25.                  | Cymbel III  |        |
|                      | Tremulant   |        |

| Pedal C–f1 |             |         |
| 26.        | Prinzipal   | 16′     |
| 27.        | Subbaß      | 16′     |
| 28.        | Quinte      | 10 2⁄3′ |
| 29.        | Oktave      | 8′      |
| 30.        | Bassflöte   | 8′      |
| 31.        | Superoktave | 4′      |
| 32.        | Flöte       | 4′      |
| 33.        | Bauernflöte | 2′      |
| 34.        | Mixtur VI   |         |
| 35.        | Bombarde    | 16′     |
| 36.        | Posaune     | 8′      |
| 37.        | Clairon     | 4′      |

- Koppeln: I/P, II/P, III/P, III/II, III/I, II/I
- Spielhilfe: Setzeranlage (seit 2011)

### Chororgel

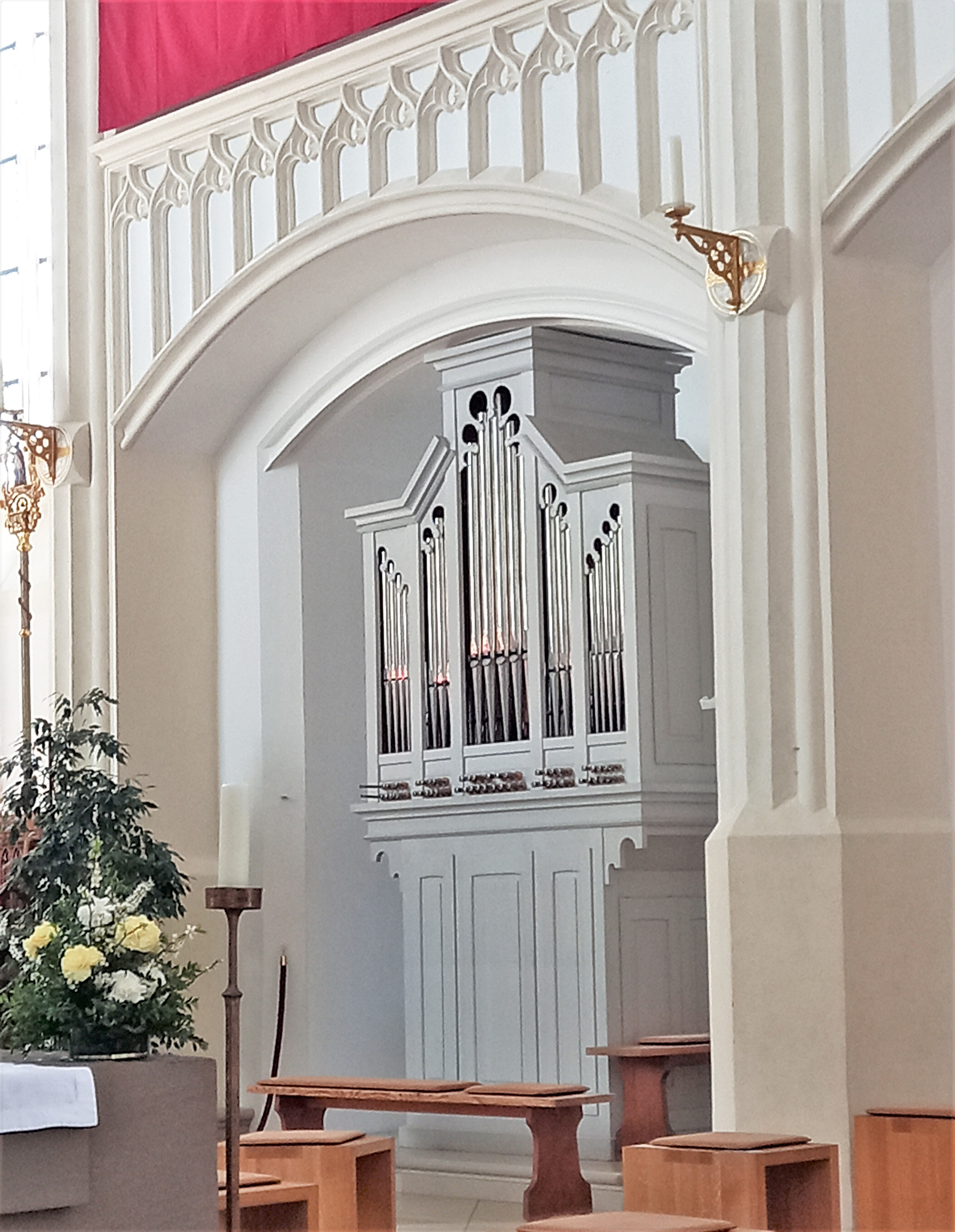
Chororgel

Die rein mechanische Chororgel wurde 1981 ebenfalls von Georg Jann erbaut. Sie umfasst sieben klingende Register auf einem Manual und Pedal. Die Disposition lautet:
| Manual C–f3 |                 |    |
| 1.          | Rohrflöte       | 8′ |
| 2.          | Praestant       | 4′ |
| 3.          | Holzflöte (B/D) | 4′ |
| 4.          | Waldflöte       | 2′ |
|             | Vorabzug (Mxt.) | 1′ |
| 5.          | Mixtur III      | 1′ |
| 6.          | Schalmei (B/D)  | 8′ |
|             | Tremulant       |    |

| Pedal C–d1 |        |     |
| 7.         | Subbaß | 16′ |

- Koppel: M/P

### Historische Orgeln
Für das 19. Jh. ist eine Orgel mit 18 Registern erwähnt. Im Jahr 1853 hat der Orgelbauer Joseph Pröbstl aus Füssen eine Orgel repariert.

## Glocken

### Bestand
Das aktuelle Geläut besteht aus insgesamt 6 Glocken. Die Glocken 1-5 bilden ein abgestimmtes Geläut. Die Glocke 6, Sterbeglocke wird per Handzug solistisch geläutet.
Die Glocken hängen in einem zweifeldrigen Stahlglockenstuhl auf 3 Ebenen. Die Glocken 1+2 läuten an leicht gefkröpften Jochen, die übrigen Glocken hängen an geraden Stahljochen.
| Nr. | Name         | Durchmesser (mm) | Masse (kg, ca.) | Schlagton (HT-1/16) | Gießer                                               | Gussjahr Material |
| 1   | Maria        | 1.770            | 3.050           | b0                  | Karl Czudnochowsky, Erdinger Glockengießerei, Erding | 1948 Euphon       |
| 2   | Sebastian    | 1.360            | 1.500           | d1                  | Karl Czudnochowsky, Erdinger Glockengießerei, Erding | 1948 Euphon       |
| 3   | Christkönig  | 1.160            | 741             | f1                  | Karl Czudnochowsky, Erdinger Glockengießerei, Erding | 1948 Euphon       |
| 4   | Antonius     | 1.030            | 535             | g1                  | Karl Czudnochowsky, Erdinger Glockengießerei, Erding | 1950 Euphon?      |
| 5   | Josef        | 905              | 355             | a1                  | Karl Czudnochowsky, Erdinger Glockengießerei, Erding | 1950 Euphon?      |
| 6   | Sterbeglocke | 580              | 150             | ges2                | Christoh Thaller, München                            | 1704 Bronze       |

Motiv: b0-Quintett (ausgefülltes Durmollmotiv), Glocken 1-5
Glockeninschriften und Glockenzier:
Glocke 1: PATRONIN VOLLER GÜTE UNS ALLEZEIT BEHÜTE! BAD TÖLZ 1948
Glocke 2: DEM HL. SEBASTIAN GEWEIHT SEI DIESE GLOCKE IN SCHWERER ZEIT! DURCH SEINE FÜRBITTE ER BEWAHR UNSERE STADT VOR JEDER GEFAHR. 1948 SEBASTIANIBRUDERSCHAFT TÖLZ. KGL. PRIV. FEUERSCHÜTZENGESELLSCHAFT BAD TÖLZ
Glocke 3: ZUR EHRE GOTTES GESTIFTET RUDOLF UND VIKTORIA KURZMILLER
Glocke 4: HL. ANTONIUS BITTE FÜR UNS UND LASS BEI GOTT UNS GNADE FINDEN
Glocke 5: (vorhandene Inschrift ist nicht angegeben)
Glocke 6: EIN SINDER LASST MICH GIESSEN - KHNIEENT ZU GOTTES FIESSEN 1704 ZU HILF UND TROST ALLER ARMEN IM FEGFEUER CHRISTOPH DALLER GOSS MICH IN MINCHEN
Geläuteaufnahmen:
- BR: Zwölfuhrläuten, Bad Tölz in Oberbayern, Stand: 01.01.2012
- Aufnahme Plenum Glocken 1-5: YouTube: Bad Tölz, Plenum (Gl.1-5) von Mariä Himmelfahrt
- Aufnahme Glocke 1: YouTube: Bad Tölz, Glocke 1 der Stadtpfarrkirche

### Historischer Bestand
Zur Fertigstellung des Turms wurden 1876 für die Kirche 5 neue Glocken von Johann Grassmayr, Glockengießerei Grassmayr, Wilten bei Innsbruck gegossen. Diese ergänzten den Bestand aus 4 historischen Glocken.
| Nr. | Name          | Stifter                                                                                 | Inschrift | Schlagton Durchmesser Gewicht | Gießer                                                            | Gussjahr             |
| 1   | unbekannt     | Joseph und Maria Stechl                                                                 | Lasst uns preisen den Vater und den Sohn mit dem Hl. Geiste - Zur Ehre Gottes und zum Heile ihrer Seelen gestiftet von Joseph und Maria Stechl in Tölz        | unbekannt                     | Johann Grassmayr, Glockengießerei Grassmayr, Wilten bei Innsbruck | 1876                 |
| 2   | unbekannt     | Kaspar und Barbara Rummelsberger, Sebastian und Theresia Schwaighofer und Andreas Wörle | Es ruft mein Schall: Kommet zum Hause des Herrn. | unbekannt                     | Johann Grassmayr, Glockengießerei Grassmayr, Wilten bei Innsbruck | 1876                 |
| 3   | unbekannt     | Joseph Benno und Klara Kurzmiller                                                       | Und das Wort ist Fleisch geworden. Von Blitz und Ungewitter erlöse uns o Herr.                                                                                | unbekannt                     | Johann Grassmayr, Glockengießerei Grassmayr, Wilten bei Innsbruck | 1876                 |
| 4   | unbekannt     | Pfarrer Lorenz Kratzer                                                                  | Kommt und lasst uns ihn anbeten und niederfallen vor Gott und weinen vor dem Herrn.                                                                           | unbekannt                     | Johann Grassmayr, Glockengießerei Grassmayr, Wilten bei Innsbruck | 1876                 |
| 5   | unbekannt     | Michael und Anna Gotz                                                                   | Sieh' oh Herr, den du lieb hast, der ist krank. | unbekannt                     | Johann Grassmayr, Glockengießerei Grassmayr, Wilten bei Innsbruck | 1876                 |
| 6   | Sterbeglocke  | -                                                                                       | EIN SINDER LASST MICH GIESSEN - KHNIEENT ZU GOTTES FIESSEN 1704 ZU HILF UND TROST ALLER ARMEN IM FEGFEUER CHRISTOPH DALLER GOSS MICH IN MINCHEN               | ges2                          | Christoph Thaller, München                                        | 1704                 |
| 7   | unbekannt     | -                                                                                       | Jesus Nazarenus Rex Judaeorum. 1812. | unbekannt                     | -                                                                 | 1812                 |
| 8   | Sturmglocke   | -                                                                                       | Hanc Sistri formam dedit ars operosa Stegeri. Anno Dom. 1601.                                                                                                 | es3 311 mm                    | Sixtus Steger                                                     | 1601                 |
| 9   | unbekannt     | -                                                                                       | Gloria in excelsis Deo. P. K. 1691. | e3 350 mm                     | -                                                                 | 1691                 |
| 10  | Mittagsglocke | -                                                                                       | Anno domini MCDXXXIII S. Maria ora pro me Versenberg. Campana fusa a Paulo. Haec campana ope benefactorum refusa est a Joanne Laurentio Kraus. Monachii 1784. | unbekannt                     | Erstguss: Paul Umguss: Johann Laurenz Kraus, München              | 1433 umgegossen 1784 |

Von diesen 10 Glocken haben die Wirren der Zeit überstanden:
- Glocke 6 von 1704 wird als Sterbeglocke verwendet
- Glocke 8 von 1601 wird heute als Sakristeiglocke in der Pfarrkirche Hl. Familie in Bad Tölz verwendet
- Glocke 9 von 1691 wird heute als Sterbeglocke in der Pfarrkirche Hl. Familie in Bad Tölz verwendet.